# Kunst im öffentlichen Raum in Stuttgart

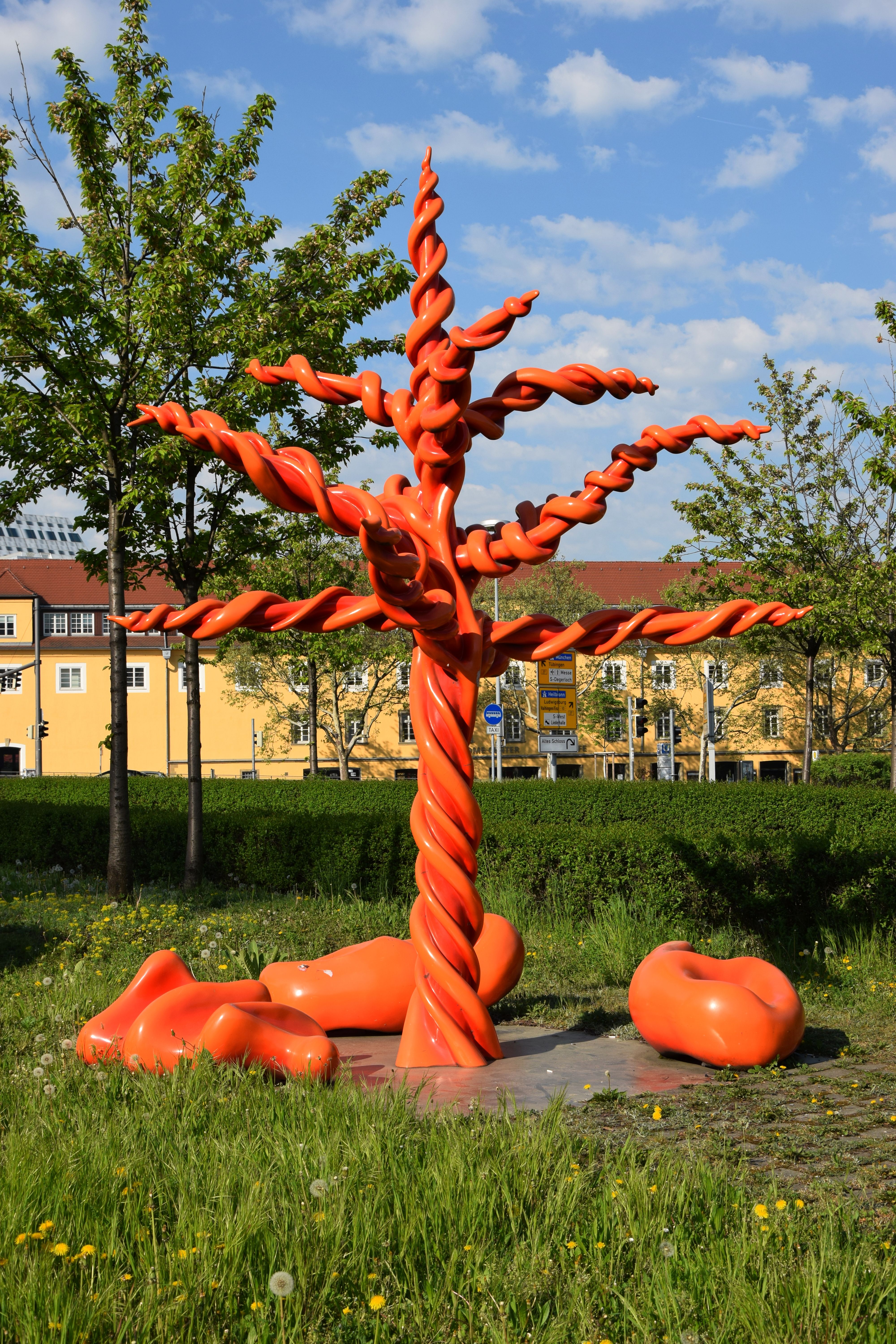
Roter Baum von Mariella Mosler.

Die Liste Kunst im öffentlichen Raum in Stuttgart ist Kunstwerken in Stuttgart gewidmet, die öffentlich zugänglich sind, auch wenn sie auf privaten Grundstücken liegen.
Von 1983 bis 1993 veranstaltete die Stadt Stuttgart die Ausstellungsreihe „Plastik im Freien“. Bei den Ausstellungen wurden jährlich Werke von 5 bis 8 Bildhauern in den Stadtbezirken aufgestellt, wovon rund 70 % von der Stadt angekauft wurden (siehe Ausstellungsreihe „Plastik im Freien“). 1993 wurde diese Maßnahme zur Förderung junger Bildhauer und zur Popularisierung zeitgenössischer Kunst ersatzlos gestrichen.

## Liste der Kunstwerke
| Karte mit allen Standorten |
| Klicken Sie in der folgenden Zeile auf OSM, Google oder Bing. Es wird eine OpenStreetMap-Karte, eine Google-Maps-Karte oder eine Bing-Maps-Karte mit den Standorten aller Kunstwerke angezeigt. |

| Karte für einen Standort |
| Klicken Sie in der Spalte Stadtbezirk, Standort auf das Symbol . Es wird eine OpenStreetMap-Karte mit dem Standort des Kunstwerks angezeigt. |

| Spalte 1 | b = Brunnen bv = Ventilbrunnen d = Denkmal k = Kreisverkehr p = Parade (Rössle-Parade) |
| Spalte 2 | m = Mosaik r = Relief s = Skulptur w = Wandmalerei                                     |
| Jahr     | 1956+ = 1956 oder später.                                                              |

| Bild | 1  | 2 | Künstler                                   | Jahr              | Titel, Material, Maße / Literatur | Stadtbezirk, Standort                                                                                        |
| ---- | -- | - | ------------------------------------------ | ----------------- | --- | --- |
|      |    | m | Wolfgang Zaumseil                          | 2011              | Via Romana. Mosaik und Skulpturen | Stuttgart-Zuffenhausen, Rotweg 132                                                                           |
|      |    | r | Wolfgang Zaumseil                          | 2003              | Meilenstein. Relief, Betonabguss von Gipsvorlagen. Geschaffen wurden die Gipsplatten von 37 Schülerinnen und Schülern der Schulen von Stuttgart-Rot. | Stuttgart-Zuffenhausen, Haldenrainstraße 129 (Rotweganlage)                                                  |
|      |    | w | Jan Haas                                   | 2021              | Kohlmeise. Graffiti. Seit 2017 werden von Stuttgart Netze ausgewählte Trafostationen durch regionale Graffitikünstler gestaltet. | Stuttgart-Zuffenhausen, Haldenrainstraße 23/1 (Festplatz Zuffenhausen)                                       |
|      |    | m | Luitgard Chountras-Müller                  | 1955              | Mosaik, Stein. Es symbolisiert die Heilige Dreifaltigkeit, die Muttergottes und zwei Engel mit Kreuz und Krone als Symbole der Erlösung. | Stuttgart-Zuffenhausen, Haldenrainstraße 129 (Katholische Kirche zur Heiligen Dreifaltigkeit)                |
|      | d  | r | Herbert Gebauer                            | 1994              | Wappenstein, Bronze, Granit. Das Denkmal erinnert an die Aufsiedelung des Stadtteils Stuttgart-Rot ab 1948. | Stuttgart-Zuffenhausen, Haldenrainstraße 129 (Katholische Kirche zur Heiligen Dreifaltigkeit)                |
|      |    | m | Wolfgang Zaumseil                          | 2008              | Die Geschichte des Mönchsteins. Die Keramiken der zwei Sitzbänke, die den Grenzstein "Mönchstein" umrahmen, wurden von Senioren/innen aus dem Hause St. Ulrich, Jugendlichen und Erwachsenen von St. Johannes und Erwachsenen aus dem Christoph-Ulrich-Hahn-Haus unter Anleitung gestaltet. Der Künstler führte alle Ton- und Glasurarbeiten aus. | Stuttgart-Mühlhausen, Mönchsteinplatz                                                                        |
|      | k  | m | Wolfgang Zaumseil                          | 2013              | Kunstwerk auf dem Kreisverkehr Haldenrainstraße/Tapachstraße. Die sieben Stelen wurden in jeder der teilnehmenden Schulen von Kindern mit Mosaiken gestaltet. Der Künstler fügte die Teile zusammen und ergänzte sie. Das Logo der Sozialen Stadt Rot entworfen und gefertigt in Stahl von Heinz Schwers steht in der Mitte. | Stuttgart-Zuffenhausen, Tapachstraße 2A                                                                      |
|      |    | s | Karl-Heinz Knoedler (1926–2000)            | 1983              | Brunnenskulptur der LVA Stuttgart, Bronze. Die Skulptur war ursprünglich Teil einer Brunnenanlage. Nach dem Neubau des Verwaltungsgebäudes wurde der Brunnen nicht wieder errichtet. Die Skulptur soll den Generationenvertrag symobilisieren. | Stuttgart-Mühlhausen, Christian-Härle-Platz (Rentenversicherung Baden-Württemberg)                           |
|      |    | r | Thomas Lenk (1933–2014)                    | 1970              | Relief-Wand | Stuttgart-Mühlhausen, Adalbert-Stifter-Straße 46 (Sporthalle des Eschbach-Gymnasiums)                        |
|      |    | s | Wolfgang Klein                             | 1983              | Fensterbild Carola, Stahl | Stuttgart-Mühlhausen, Steinbuttstraße 35 (beim Altersheim Haus St. Ulrich)                                   |
|      |    | s | Herbert Gebauer                            | 1967              | Aufstrebendes Formenspiel, Bronze, 410 × 120 × 135cm | Stuttgart-Mühlhausen, Adalbert-Stifter-Straße 50 (Hof der Herbert-Hoover-Schule)                             |
|      |    | s | Johannes Trosse                            | NN                | Sieben Bücher aus Stein, Maulbronner Sandstein | Stuttgart-Mühlhausen, Adalbert-Stifter-Straße 101 (Kaufpark Freiberg)                                        |
|      |    | s | Gerhard Tagwerker                          | 1995              | Der Ackermann aus Böhmen, Bronze | Stuttgart-Zuffenhausen, Gronauer Straße 13                                                                   |
|      | b  | s | Daniel Stocker (1865–1957)                 | 1910              | Weißenburgbrunnen, Marmor, Stein | Stuttgart-Süd, Alexanderstraße 88                                                                            |
|      | b  | s | Emil Kiemlen (1869–1956)                   | 1902              | Urbanbrunnen, Schilfsandstein | Stuttgart-Untertürkheim, Uhlbacher Straße 234                                                                |
|      | b  | s | Alfred Lörcher                             | 1955              | Sparkassenbrunnen, Muschelkalk, Bronze. Erster Brunnen von 1919 wurden vom Künstler Karl Gimmi geschaffen und 1944 zerstört. | Stuttgart-Mitte, Stiftstraße 5                                                                               |
|      | b  | s | Jürgen Goertz                              | 1987-1989         | Teleparty, Bronze, Kacheln. Teil der künstlerischen Ausstattung des ehemaligen Verwaltungszentrums der Deutschen Bundespost. Mit der Sanierung und Umgestaltung sind alle Kunstwerke 2021/2022 entfernt worden. | Stuttgart-Bad Cannstatt, Nauheimer Straße 101                                                                |
|      | b  | s | Nikolaus Friedrich von Thouret (1767–1845) | 1820              | Postplatzbrunnen, Gusseisen, Granit, Bronze | Stuttgart-Mitte, Calwer Straße 45                                                                            |
|      | b  | s | Adolf Fremd                                | 1900              | Nachtwächterbrunnen, Marktbreiter Kornstein, Bronze. Architektonische Gestaltung durch Heinrich Halmhuber. | Stuttgart-Mitte, Leonhardtsplatz                                                                             |
|      | b  | s | Emil Kiemlen (1869–1956)                   | 1904              | Libellenbrunnen, Kalkstein, Bronze. Architektonische Gestaltung durch Wilhelm Scholter, gegossen von Paul Stotz. | Stuttgart-Nord, Herdweg 72                                                                                   |
|      | b  | s | Karl Donndorf (1870–1941)                  | 1927              | Josua-und-Kaleb-Brunnen, Kunststein | Stuttgart-Untertürkheim, Württembergstraße 311                                                               |
|      | b  | s | Michael Singer (* 1945)                    | 1993              | Grottenloch, Beton, Holz. Eine der Kunststationen des Wartbergareal zur Internationalen Gartenbauausstellung 1993. | Stuttgart-Nord, Menzel-Bourguiba-Weg                                                                         |
|      | b  | s | Theodor Bausch (1849–1925)                 | 1901              | Gänsepeterbrunnen, Bronze, Granit. Gegossen von Hugo Pelargus, Architekt Paul Lauser. | Stuttgart-West, Hasenbergsteige 1                                                                            |
|      | b  | r | Adolf Fremd                                | 1926              | Fritz-Keller-Brunnen, Findling, Bronze. Benannt nach Fritz von Keller. | Stuttgart-Degerloch, Beim Waldfriedhof/Schwälblesklinge                                                      |
|      |    | s | Tony Cragg (* 1949)                        | 2002              | Points of View, Bronze, 2,30 × 1,75 × 1,60 m | Stuttgart-Mitte, Konrad-Adenauer-Straße 16 (Haus der Geschichte)                                             |
|      |    | s | Arbeitsgruppe „Kunst und Zwischenraum“     | 1976-1992         | Lernstraße, Gesamtgestaltung eines Teils der zentralen Grünanlage. Die Arbeitsgruppe bestand aus den Künstlern Bernd Rüdiger Damerow und Gerhard Sonns, später kam Jo Heber dazu. Verschiedene geometrisch Muster, Skulpturen, Bodenbeläge oder Farbauftragungen. Zentrale Skulpturen sind "Haus und Stuhl, Stuhl und Haus", "Leerstühle", "Laubenhausplatz", "Hörsaalmodelle" und der "Pergolapolatz". Als Bodenbelag dient das gepflasterte Beispiel "… heu … : heute, heureka, heut‘ wüßt‘ ich’s ja-". Ergänzt wurde die Lernstraße um Kunstwerke weiterer Künstler wie Jürgen Goertz, Hans Dieter Schaal, Manfred Hülsewig, Fritz Fuchs und Fritz Schwegler. Die Planung der Grünanlagen erfolgten von Hans Luz. | Stuttgart-Vaihingen, Pfaffenwaldring 47 (an der S-Bahn-Station Universität)                                  |
|      | b  | r | Monke Herbert Rauer (* 1966)               | 2009              | Ceresbrunnen, Majolika. Erster Brunnen von 1916 des Künstlers Ulfert Janssen wurde 1944 zerstört. Brunnen wurde nach Originalplänen gestaltet. | Stuttgart-Mitte, Dorotheenstraße 4 (in der Markthalle)                                                       |
|      | d  | s | Wilhelm Rösch (1850–1893)                  | 1880              | Eduard Mörike, Marmor | Stuttgart-Süd, Silberburganlage (bei Silberburgstraße 195)                                                   |
|      | d  | s | NN                                         | 2014              | Gabriela Mistral, Bronze, Sandstein. Gegossen von der Gießerei Fundición El Progreso der Familie Rojas Velozo in Santiago de Chile. | Stuttgart-Süd, Santiago-de-Chile-Platz                                                                       |
|      | d  | s | Ernst Rau (1839–1875)                      | 1865              | Ludwig Uhland (Büste, heute Teil des Uhlanddenkmals), Bronze. Gegossen von Wilhelm Pelargus. Ursprünglich bei der Liederhalle aufgestellt, seit 1955 auf der Uhlandshöhe. | Stuttgart-Ost, Alfred-Lörcher-Weg (Uhlandshöhe)                                                              |
|      |    | s | NN                                         | um 1894           | Justinus-Kerner-Büste | Stuttgart-Mitte, Kernerplatz 7 (Türkisches Generalkonsulat)                                                  |
|      |    | s | Michael Deiml (* 1949)                     | 1987              | Das Ei, Jura‐Beton | Stuttgart-Weilimdorf, Hubertusplatz                                                                          |
|      |    | s | Erich Hauser (1930–2004)                   | 1996              | 6/96, Edelstahl | Stuttgart-Weilimdorf, Lotterbergstraße 30                                                                    |
|      |    | s | Horst Kuhnert                              | 1972              | Freiplastik, Kunststoff | Stuttgart-Vaihingen, Krehlstraße 90 (Innenhof Verbundschule Rohr)                                            |
|      |    | s | Hanne Schorp-Pflumm                        | 1986              | Vaihinger Steinbrecher, Bronze | Stuttgart-Vaihingen, Rathausplatz                                                                            |
|      |    | s | Christoph Freimann (* 1940)                | 1995              | Gloria, Stahl, Lack, 5 × 4,5 × 3 m | Stuttgart-Vaihingen, Ruppmannstraße 21 (Regierungspräsidium Stuttgart)                                       |
|      |    | s | Lothar Fischer (1933–2004)                 | 1993              | Büste, Kopf und Tor, Eisen | Stuttgart-Vaihingen, Allmandring 31 (Institut für Bioverfahrenstechnik)                                      |
|      |    | s | Rosalie                                    | 2002              | Farben‐Kreisel, Stahl, Nylonfaser. Kinetische Installation aus elf Teilen. | Stuttgart-Vaihingen, Gropiusplatz                                                                            |
|      |    | s | Wolfgang Thiel                             | 1986              | Vaihinger Mädchen, Stahl, Beton, Lack | Stuttgart-Vaihingen, Pfaffenwaldring 45 (bei der Mensa)                                                      |
|      |    | w | Stefan Rohrer                              | 2016              | Mehr Licht!, Aluminium. Aus westlicher Blickrichtung das Wort „MEHR“ und aus östlicher Blickrichtung das Wort „LICHT!“ lesbar. | Stuttgart-Vaihingen, Pfaffenwaldring 19 (ARENA2036)                                                          |
|      |    | s | Ian Hamilton Finlay (1925–2006)            | 1975              | Windflower, Stahl. Fünfte Station der ursprünglich sieben Kunststationen umfassenden Gartenausstattung "Konkrete Poesie". Station 7 (Wetterhahn) ist nicht mehr erhalten. | Stuttgart-Vaihingen, Heisenbergstraße 1 (Garten des Max-Planck-Institut für Festkörperforschung)             |
|      |    | s | Ian Hamilton Finlay (1925–2006)            | 1975              | Wolke, Beton, Segeltuch (ohne Segeltuch erhalten). Vierte Station der ursprünglich sieben Kunststationen umfassenden Gartenausstattung "Konkrete Poesie". Station 7 (Wetterhahn) ist nicht mehr erhalten. | Stuttgart-Vaihingen, Heisenbergstraße 1 (Garten des Max-Planck-Institut für Festkörperforschung)             |
|      |    | s | Ian Hamilton Finlay (1925–2006)            | 1975              | VNDA, Beton, Stahl. Dritte Station der ursprünglich sieben Kunststationen umfassenden Gartenausstattung "Konkrete Poesie". Station 7 (Wetterhahn) ist nicht mehr erhalten. | Stuttgart-Vaihingen, Heisenbergstraße 1 (Garten des Max-Planck-Institut für Festkörperforschung)             |
|      |    | s | Ian Hamilton Finlay (1925–2006)            | 1975              | HIC IACET PARVUM..., Marmor. Zweite Station der ursprünglich sieben Kunststationen umfassenden Gartenausstattung "Konkrete Poesie". Station 7 (Wetterhahn) ist nicht mehr erhalten. | Stuttgart-Vaihingen, Heisenbergstraße 1 (Garten des Max-Planck-Institut für Festkörperforschung)             |
|      |    | s | Ian Hamilton Finlay (1925–2006)            | 1975              | Schiff, Marmor. Erste Station der ursprünglich sieben Kunststationen umfassenden Gartenausstattung "Konkrete Poesie". Station 7 (Wetterhahn) ist nicht mehr erhalten. | Stuttgart-Vaihingen, Heisenbergstraße 1 (Garten des Max-Planck-Institut für Festkörperforschung)             |
|      |    | s | Hüseyin Altin                              | 1988              | Intra Muros II, Marmor | Stuttgart-Vaihingen, Kirchenwegle (Rohrer Park)                                                              |
|      |    | s | Erich Hauser (1930–2004)                   | 1962              | Betonplastik, Beton | Stuttgart-Vaihingen, Pfaffenwaldring 21 (Institut für Aerodynamik und Gasdynamik)                            |
|      |    | s | Jürgen Goertz                              | 1979              | Multimissionar, Beton | Stuttgart-Vaihingen, Pfaffenwaldring 7                                                                       |
|      |    | s | Ernst-Reinhart Böhlig (* 1947)             | 1985              | Ausgrabungsstätte, Marmor, 4,50 × 4,50 × 4,50 m | Stuttgart-Vaihingen, Pfaffenwaldring 55 (vor der Universitätsbibliothek)                                     |
|      |    | s | Micha Ullman                               | 2005              | Schüssel, Anröchter Dolomit, etwa 30 m Durchmesser | Stuttgart-Vaihingen, Allmandring 3H (in der Nähe Wohnanlage Straußäcker III)                                 |
|      |    | s | Rolf Bodenseh                              | 2003              | Steinquadratrahmung, Dorfer Granit | Stuttgart-Vaihingen, Allmandring 17 (in der Nähe Unithekle)                                                  |
|      | k  | s | Stefan Kern                                | 2003              | Baiser, Edelstahl, Aluminiumn, Lack | Stuttgart-Vaihingen, Zusestraße/Wankelstraße                                                                 |
|      |    | s | Ursula Kärcher                             | 1988              | Stele, Marmor | Stuttgart-Hedelfingen, Schildfarnweg 9                                                                       |
|      |    | w | Horst Kuhnert                              | 1990              | Künstlerische Gesamtgestaltung, Granit, Marmor, Farbe. Die SSB-Haltestelle Wilhelm-Geiger Platz wurde in ihrer Gesamtheit künstlerisch einheitlich ausgestaltet. | Stuttgart-Feuerbach, Wilhelm-Geiger-Platz                                                                    |
|      |    | s | Horst Kuhnert                              | 1976              | Poloyesterplastik, Polyester, aufgestellt 1997 | Stuttgart-Degerloch, Straifstraße 2-4                                                                        |
|      |    | s | Elmar Daucher (1932–1989)                  | 1984              | Stein zur Meditation, Marmor | Stuttgart-Degerloch, Löwenstraße 116 (Versöhnungskirche)                                                     |
|      | d  | s | NN                                         | 1996              | Flakhelfer‐Mahnmal, Sandstein | Stuttgart-Degerloch, Tränkestaße 6                                                                           |
|      |    | s | Wolfgang Thiel                             | 1991              | P.P.L, Stahl, Farbe, Beton, 4,2 × 3,3 × 4,6 m | Stuttgart-Botnang, Kauffmannstraße 37 (SSB‐Haltestelle Botnang)                                              |
|      |    | s | Horst Kuhnert                              | 1976              | Raumkörper 76, Polyester, 3,30 × 0,82 × 0,45 m | Stuttgart-Botnang, Beethovenstraße 64 (SSB‐Haltestelle Lindpaintnerstraße)                                   |
|      | d  | s | Herbert Gebauer                            | 1961              | Gedenkstein zum Gedächtnis an die jüdischen Mitbürger, Granit, Bronzerelief | Stuttgart-Bad Cannstatt, Synagogenplatz                                                                      |
|      |    | s | Horst Kuhnert                              | 1970              | Freiplastik, Kunststoff | Stuttgart-Bad Cannstatt, Badstraße 23 (Amtsgericht Bad Cannstatt)                                            |
|      |    | s | Nikolaus Kruch                             | 2006              | Global Feet, Bronze | Stuttgart-Bad Cannstatt, Mercedesstraße 73A-D (beim Carl-Benz-Center)                                        |
|      |    | w | Jörg Dieterich                             | 1976              | Fassadenbemalung, Farbe | Stuttgart-Bad Cannstatt, Rostocker Str. 25 (Johannes-Gutenberg-Schule)                                       |
|      |    | s | Gerlinde Beck (1930–2006)                  | 1978/82           | Entwicklung einer Figur im Raum, Skulpturengruppe, Edelstahl, Farbe | Stuttgart-Bad Cannstatt, Taubenheimstraße 85 (Landeskriminalamt Baden-Württemberg)                           |
|      |    | r | Elke Krämer                                | 1987              | Waiblinger Tor, Bronze | Stuttgart-Bad Cannstatt, Marktstraße 15                                                                      |
|      |    | s | Volker W. Hamann                           | 2001              | Zell-Raum-Faltung, Stahl, 160 × 130 × 150 cm | Stuttgart-Bad Cannstatt, Marktstraße 31A (Galerie KEIM)                                                      |
|      |    | s | Thomas Rissler                             | 1993              | Torso SATYR, Carrara-Marmor, 150 × 80 × 80 cm | Stuttgart-Bad Cannstatt, Marktstraße 31A (Galerie KEIM)                                                      |
|      |    | s | Volker W. Hamann                           | 1999              | Stadtkörper, Birnenholz, 210 × 52 × 40 cm | Stuttgart-Bad Cannstatt, Marktstraße 31A (Galerie KEIM)                                                      |
|      | b  | s | Fritz von Graevenitz (1892–1959)           | 1948              | Erbsenbrunnen, Cannstatter Travertin. Erster Brunnen 1929 und nach Kriegszerstörung nochmals 1948 errichtet. Richard von Weizsäcker soll Modell fü das Erbsenbüble gestanden haben. | Stuttgart-Bad Cannstatt, Marktstraße 33                                                                      |
|      |    | s | Ubbo Enninga                               | 1993              | Merkur, Bronze | Stuttgart-Bad Cannstatt, Wilhelmsplatz                                                                       |
|      |    | s | Emil Kiemlen (1869–1956)                   |                   | Puttengruppe mit Trauben | Stuttgart-Bad Cannstatt, Unterer Kurpark                                                                     |
|      | d  | s | Ingrid Seddig (1926–2008)                  | 1986              | Mahnmal für die Charta der deutschen Heimatvertriebenen, Bronze | Stuttgart-Bad Cannstatt, Unterer Kurpark                                                                     |
|      | d  | r | NN                                         | 1837              | Gedenkplakette Carl Friedrich Sick, Eisen | Stuttgart-Bad Cannstatt, Oberer Kurpark                                                                      |
|      | d  | r | C. Christaller                             | 1894              | Denkmal für Graf Wilhelm von Taubenheim, Bronze | Stuttgart-Bad Cannstatt, Königsplatz 1 (Rückseite des Großen Kursaals bei den Brunnenquellen)                |
|      | d  | s | Anton Händler                              | 1951              | Auerbach-Denkmal, Granit, Bronze. Vorgängderdenkmal von 1909 Hermann Volz wurde 1933 zerstört. | Stuttgart-Bad Cannstatt, Kurpark (in der Nähe des Daimler-Turms)                                             |
|      | b  | s | Hans Dieter Bohnet (1926–2006)             | 1991              | Brunnen mit Weinpresse, Sandstein, Bronze | Stuttgart-Bad Cannstatt, Marktplatz 2 (vor dem Alten Rathaus)                                                |
|      |    | r | Elke Krämer                                | 1994              | Porträtrelief Robert Stolz, Bronze. Am ehemaligen Wohnhaus angebracht. | Stuttgart-Bad Cannstatt, Marktstraße 40                                                                      |
|      | d  | s | Emil Kiemlen (1869–1956)                   | 1902              | Gottlieb-Daimler-Denkmal, Granit, Bronze | Stuttgart-Bad Cannstatt, Taubenheimstraße 13 (Gottlieb-Daimler-Gedächtnisstätte)                             |
|      | b  | s | Emil Kiemlen (1869–1956)                   | 1910              | Junobrunnen | Stuttgart-Bad Cannstatt, Kurpark (bei Wildbader Straße 18)                                                   |
|      |    | s | Lilli Kerzinger-Werth (1897–1971)          | 1964              | Bärenpaar, Bronze. Vorbild sind zwei Bärenfiguren aus Zinkguss, die der Stuttgarter Bildhauer Albert Güldenstein 1863/1864 schuf. | Stuttgart-West, Mahdentalstraße 14 (Bärenschlössle)                                                          |
|      |    | s | Henry Moore (1898–1986)                    | 1957-1958         | Draped Reclining Woman, Bronze, 1,35 × 2,085 × 0,80 m. Anlässlich der Bundesgartenschau 1961 vor dem Landtagsgebäude aufgestellt. Später an die Neue Staatsgalerie versetzt. Einer von sechs Abgüssen. | Stuttgart-Mitte, Konrad-Adenauer-Straße 30-32                                                                |
|      | d  | s | Paul Müller (1843–1906)                    | 1889              | Denkmal Christoph von Württemberg, Bronze, Sandstein | Stuttgart-Mitte, Schlossplatz                                                                                |
|      |    | s | Antonio Isopi (1758–1833)                  | 1823              | Hirsch und Löwe, Eisen | Stuttgart-Mitte, Schlossplatz                                                                                |
|      |    | s | Daniel Stocker (1865–1957)                 | 1905              | Georg Wilhelm Friedrich Hegel, Sandstein | Stuttgart-Mitte, Marktplatz 1 (Rathaus, an der Fassade der Eichstraße)                                       |
|      |    | s | Theodor Bausch (1849–1925)                 | 1908              | Hans Sachs | Stuttgart-Mitte, Marktplatz 14                                                                               |
|      | b  | s | Nikolaus Friedrich von Thouret (1767–1845) | 1804              | Marktbrunnen, Gusseisen. Die 16 Eisenplatten mit den Motiven um das Brunnenbecken wurden bereits 1714 gegossen und wiederverwendet. | Stuttgart-Mitte, Marktplatz                                                                                  |
|      |    | s | Heinz Fritz                                | 1905              | Stuttgardia, Bronze. | Stuttgart-Mitte, Ecke Marktplatz/Hirschstraße                                                                |
|      | b  | s | Karl Donndorf (1870–1941)                  | 1911              | Athenebrunnen, auch Pallas-Athene-Brunnen genannt. | Stuttgart-West, Jean-Améry-Weg (Karlshöhe)                                                                   |
|      |    | r | Otto Herbert Hajek (1927–2005)             | 1969              | Portalfries an der Kirche "Zum Heiligen Bruder Klaus, Beton. | Stuttgart-Ost, Albert-Schäffle-Straße 20                                                                     |
|      |    | s | Jürgen Weber (1928–2007)                   | 1959              | Christophorus, Bronze. Derzeit wegen Abriss des Dienstgebäudes des Oberkirchenrats der Evangelischen Landeskirche in Württemberg und Neubau nicht aufgestellt. | Stuttgart-Ost, Gänsheidestraße 20                                                                            |
|      | d  | s | Uli Gsell                                  | 2013, 2014        | Loriot-Denkmal, Kalkstein, Bronze. Die Säule wurde 2013 aufgestellt, der Mops 2014 hinzugefügt. | Stuttgart-Ost, Eugensplatz                                                                                   |
|      |    | s | Hans Dieter Schaal                         | 1993              | Stangenwald, Beton, Stahl | Stuttgart-Nord, Killesbergpark (beim St.-Helens-Steg)                                                        |
|      |    | s | Emil Kiemlen (1869–1956)                   | 1929              | Winzerliesel, Bronze | Stuttgart-Nord, Hugo-Borst-Anlage (bei Lenzhalde 34)                                                         |
|      | d  | s | Nikolaus Kernbach                          | 2007              | Deserteursdenkmal | Stuttgart-Nord, Siemensstraße 11 (Rückseite Theaterhaus)                                                     |
|      | b  | s | Irmtraut Förster                           | 1969              | Hospitalbrunnen, Bronze, Granit | Stuttgart-Mitte, Hospitalplatz                                                                               |
|      |    | s | Sabine Hoffmann (1926–2016)                | 1993              | EUROTERRA – Skulptur im Dialog mit der Umwelt, Muschelkalkstein. | Stuttgart-Mitte, Platz der deutschen Einheit                                                                 |
|      | b  | s | Ernst Günter Herrmann                      | 1993              | Ohne Titel. Skulptur, Wasserspiel und Platzgestaltung vor dem Friedrichsbau. | Stuttgart-Mitte, Börsenplatz                                                                                 |
|      | b  | s | Gerlinde Beck (1930–2006)                  | 1981              | Wasserspiel mit Pfeifen, Metall, Edelstahl, Farbe. | Stuttgart-Mitte, Rotebühlplatz (Abgang zur Stadtbahnhaltestelle von der Königstraße)                         |
|      |    | s | Otto Herbert Hajek (1927–2005)             | 1974              | Stadtzeichen Stuttgart, Stahl, Farbe, 6,00 × 1,50 × 1,80 m. Ursprüngliche Fassung aus Holz von 1969. Standort vor der Versetzung war der Kleine Schlossplatz. | Stuttgart-Mitte, Theodor-Heuss-Straße (Höhe Nr. 2)                                                           |
|      |    | s | Erich Hauser (1930–2004)                   | 1987-1988         | 6−87/88, Edelstahl, 18,30 × 3,20 × 3,10 m. | Stuttgart-Mitte, Kernerplatz                                                                                 |
|      |    | s | Olaf Metzel                                | 1984              | Stammheim, Stahlbeton mit Armiereisen, Pigmente, weiße Wandfarbe, Ehrenkranz 2,80 m, Schrift 5,30 m. | Stuttgart-Mitte, Schloßplatz 2 (am Erweiterungsbau des Kunstgebäudes)                                        |
|      |    | r | Hermann Kress (1894–1954)                  | 1953              | Der Schwur, Kalkstein. | Stuttgart-Mitte, Urbanstraße 20                                                                              |
|      |    | s | Hermann Brachert (1890–1972)               | 1956              | Verfassungssäule, Kalkstein. Inschrift von oben nach unten der 1. Artikel der Verfassung des Bundeslandes Baden-Württemberg. | Stuttgart-Mitte, Urbanstraße 20                                                                              |
|      |    | s | Rudolf Kurz                                | 1994              | Häberle und Pfleiderer, Bronze. Nach Idee von Hanne Schorp-Pflumm. | Stuttgart-Mitte, Börsenplatz 1, (Friedrichsbau, Abgang zur Stadtbahn)                                        |
|      | d  | s | Alfred Hrdlicka (1928–2009)                | 1993              | Denkmal für Eugen Bolz, Bronze | Stuttgart-Mitte, Königstraße 28 (am Königsbau Einmündung Bolzstraße)                                         |
|      |    | s | Otto Herbert Hajek (1927–2005)             | 1998-2000         | Wegezeichen 2 und 3, Bronze, Bodenmosaik aus farbigem Granit | Stuttgart-Mitte, Am Hauptbahnhof 3                                                                           |
|      |    | s | Wolfgang Nestler                           | 1977              | Positiv-Negativ, Stahl. Aufgestellt zur Bundesgartenschau 1977. | Stuttgart-Mitte, Stadtgarten (bei Breitscheidstraße 2B)                                                      |
|      |    | s | Karl August Heinrich Kurtz                 | vor 1858          | Sandsteinfiguren. Drei Statuen, Personifikationen des Maschinenbaus (mit einem Zahnrad), Personifikation der Bildhauerei mit einem Hammer, Figur ohne Attribut, vermutlich die Astronomie. Teil der ehemals zehn Personifikationen der am Polytechnikum gelehrten Fächer, die als Bauschmuck das Gebäude zierten. | Stuttgart-Mitte, Stadtgarten (bei Keplerstraße 7)                                                            |
|      |    | s | Ludwig von Hofer (1801–1887)               | vor 1858          | Fortuna, Marmor, 205 × 72 × 60 cm. Ursprünglich im Neuen Schloss aufgestellt, wurden die Statue 1870 am Eingangsplatz des Stadtgarten Stuttgart aufgestellt. Zur Bundesgartenschau 1961 an die heutige Stelle versetzt. | Stuttgart-Mitte, Stadtgarten (bei Keplerstraße 7)                                                            |
|      |    | s | Ludwig von Hofer (1801–1887)               | vor 1858          | Silen mit dem Bacchus, Marmor. Ursprünglich im Neuen Schloss aufgestellt, wurden die Statue 1870 am Eingangsplatz des Stadtgarten Stuttgart aufgestellt. Zur Bundesgartenschau 1961 an die heutige Stelle versetzt. | Stuttgart-Mitte, Stadtgarten (bei Keplerstraße 7)                                                            |
|      |    | s | Hans Dieter Bohnet (1926–2006)             | 1977              | Kubus, Cortenstahl, V2A-Stahl, 2,50 × 2,50 × 2,50 m. Für die Ausstellung Kunst im Stadtbild geschaffen. | Stuttgart-Mitte, Stadtgarten (bei Keplerstraße 7)                                                            |
|      |    | s | Domenico Ferretti (1702–1774)              | 1748–1753         | Flussgott Rems, Kopie einer Statue auf dem Dach des Neuen Schlosses. Wird auch an einigen Stellen als Flussgott Neckar bezeichnet. | Stuttgart-Mitte, Mittlerer Schlossgarten (Brunnenanlage hinter dem Ministeriumsgbeäude)                      |
|      | b  | s | Hanspeter Fitz (1929–1969)                 | 1961              | Fitz-Faller-Brunnen, im Rahmen der Bundesgartenschau 1961 im Oberen Schlossgarten aufgestellt. Wegen des Bahnhofneubaus 2012 abgebaut. Neuer Standort wird 2023/2024 vor der Württembergischen Landesbibliothek auf dem Vorplatz sein. | Stuttgart-Mitte, Konrad-Adenauer-Straße 8                                                                    |
|      | b  | s | Nikolaus Friedrich von Thouret (1767–1845) | 1811              | Akademiebrunnen, auch Löwenbrunnen genannt, Gusseisen, im Stil des Empire. Identischer Brunnen befindet sich im Innenhof des Residenzschloss Ludwigsburg. | Stuttgart-Mitte, Oberer Schlossgarten (hinter dem Neuen Schloss)                                             |
|      |    | s | Thomas Lenk (1933–2014)                    | 1977              | Schichtung 107 (Stuttgarter Tor), Stahl, 4,50 × 1,20 × 6,00 m, ehemals aufgestellt anlässlich der Bundesgartenschau 1977, derzeit wegen des Bahnhofsneubaus nicht aufgestellt | Stuttgart-Mitte, Mittlerer Schlossgarten (beim Hauptbahnhof)                                                 |
|      |    | s | Ludwig von Hofer (1801–1887)               | 1844–47           | Rossebändiger, Zwei Statuen aus Carrarischem Marmor, Sandstein | Stuttgart-Mitte, Unterer Schlossgarten                                                                       |
|      | b  | s | Günther Schönfeld                          | 1977              | Quellnymphe als Brunnenskulptur. Nach einem Gipsmodell von 1817 von Johann Heinrich Dannecker, 1843 durch Theodor Wagner in Sandstein ausgeführt und an der Neckarstraße aufgestellt. 1876 versetzte auf einen Brunnen am Neckartor. 1888 fertigte Theodor Bausch in Carrara-Marmor eine Kopie an, die sich seit 1949 im Städtischen Lapidarium befindet. Die erneute Kopie wurde zur Bundesgartenschau 1977 aufgestellt. | Stuttgart-Mitte, Unterer Schlossgarten                                                                       |
|      |    | s | Fritz von Graevenitz (1892–1959)           | 1923              | Denkmal für das Grenadierregiment Königin Olga, Kalkstein, 2012 wegen des Bahnhofsneubaus umgesetzt | Stuttgart-Mitte, Mittlerer Schlossgarten (am Gebhardt-Müller-Platz)                                          |
|      |    | s | Georg Karl Pfahler (1926–2002)             | 1977              | Farbraumobjekt, Stahl, Acrylfarbe, 3,00 × 4,40 × 0,15 m, ehemals aufgestellt anlässlich der Bundesgartenschau 1977, derzeit wegen des Bahnhofsneubaus nicht aufgestellt | Stuttgart-Mitte, Mittlerer Schlossgarten (am Gebhardt-Müller-Platz)                                          |
|      |    | s | Ludwig von Hofer (1801–1887)               | 1851–1854         | Discobolus, Marmor | Stuttgart-Mitte, Oberer Schlossgarten (am Kunstgebäude)                                                      |
|      |    | s | Ludwig von Hofer (1801–1887)               | 1851–1854         | Venus Kallipygos, Marmor, nach einer Statue im Museo Archeologico Nazionale in Neapel | Stuttgart-Mitte, Oberer Schlossgarten (am Kunstgebäude)                                                      |
|      |    | s | Eduard Mayer (1812–1881)                   | 1854              | Venus von Syrakus, Marmor, nach der Statue in Syrakus | Stuttgart-Mitte, Oberer Schlossgarten (am Kunstgebäude)                                                      |
|      |    | s | Ludwig von Hofer (1801–1887)               | 1851–1854         | Venus von Arles, Marmor, Kopie der 1651 in Arles gefundenen Statue, die sich im Louvre befindet | Stuttgart-Mitte, Oberer Schlossgarten (am Kunstgebäude)                                                      |
|      |    | s | Ludwig von Hofer (1801–1887)               | vor 1858          | Hebe, Marmor, nach einer Statue von Bertel Thorvaldsen | Stuttgart-Mitte, Oberer Schlossgarten (am Kunstgebäude)                                                      |
|      |    | s | Ludwig von Hofer (1801–1887)               | 1851–1854         | Diana von Gabii, Marmor, nach der 1792 in Rom gefundenen Statue, die sich im Louvre befindet | Stuttgart-Mitte, Oberer Schlossgarten (am Kunstgebäude)                                                      |
|      |    | s | Wander Bertoni (1925–2019)                 | 1961              | Bewegung II (2), Niro-Stahl, 8,00 × 4,00 × 4,00 m, aufgestellt anlässlich der Bundesgartenschau 1961 | Stuttgart-Mitte, Oberer Schlossgarten (vor dem Schauspielhaus der Staatstheater Stuttgart)                   |
|      | d  | s | Ludwig von Hofer (1801–1887)               | 1884              | Reiterstandbild Wilhelm I., Bronze, Granit | Stuttgart-Mitte, Konrad-Adenauer-Straße 32                                                                   |
|      |    | s | Otto Herbert Hajek (1927–2005)             | 1999              | Wegezeichen 4 – Struktursäulen, Stahl, Farbe | Stuttgart-Mitte, Heilbronner Straße 20                                                                       |
|      |    | s | Otto Herbert Hajek (1927–2005)             | 1999              | Wegezeichen 1, Stahl, Farbe | Stuttgart-Mitte, Ecke Am Hauptbahnhof/Heilbronner Straße                                                     |
|      |    | s | Herbert A. Böhm                            | 1979              | Unbeschreiblich weiblich, Ruhpoldinger Marmor, 2,50 × 1,23 × 0,48 m, 1981 aufgestellt | Stuttgart-Mitte, Königstraße (Höhe Nr. 38)                                                                   |
|      |    | s | Alfred Hrdlicka (1928–2009)                | 1959              | Sterbender, Bronze, gegossen von Alfred Zöttl | Stuttgart-Mitte, Stauffenbergplatz                                                                           |
|      |    | s | Alfred Hrdlicka (1928–2009)                | 1962              | Marsyas I, Bronze, gegossen von Alfred Zöttl | Stuttgart-Mitte, Stauffenbergplatz                                                                           |
|      |    | s | Alfred Hrdlicka (1928–2009)                | 1965              | Hommage à Sonny Liston, Bronze, gegossen von Alfred Zöttl | Stuttgart-Mitte, Stauffenbergplatz                                                                           |
|      |    | s | Johannes Matthiessen                       | 2009              | Stein der bewegenden Begegnung, Granit | Stuttgart-Mitte, Ecke Gymnasiumstraße/Theodor-Heuss-Straße                                                   |
|      | d  | s | Bertel Thorvaldsen (1770–1844)             | 1839              | Schillerdenkmal, Bronze, Sandstein, Skulptur von Johann Baptist Stiglmaier in München gegossen, architektonische Ausführung Nikolaus von Thouret und Gottlieb Bindesbøll | Stuttgart-Mitte, Schillerplatz                                                                               |
|      |    | s | Erich Hauser                               | 1973              | Röhrenplastik 8/73, Edelstahl, 8,00 × 5,00 × 3,00 m | Stuttgart-Mitte, Rotebühlplatz 30                                                                            |
|      |    | s | Karl-Ludwig Schmaltz (* 1932)              | 1976              | Raumzeichen LZB, Stahl | Stuttgart-Mitte, Theodor-Heuss-Straße 20                                                                     |
|      | b  | s | Horst Kuhnert (* 1939)                     | 1987              | Narrenbrunnen (auch Fastnachtsbrunnen), V2A-Stahl | Stuttgart-Mitte, Kronprinzstraße 18                                                                          |
|      | d  | s | Elmar Daucher (1932–1989)                  | 1970              | Mahnmal für die Opfer des Nationalsozialismus, schwarzer Granit, vier Steinquader je 2,00 × 2,00 × 2,00 m, zwischen den Blöcken auf einer Tafel Text des Philosophen Ernst Bloch | Stuttgart-Mitte, Stauffenbergplatz                                                                           |
|      |    | s | Hans Seyfer (um 1460–1509)                 | 1501              | Kreuzigungsgruppe, Sandstein | Stuttgart-Mitte, Büchsenstraße 33 (im Chor der Hospitalkirche)                                               |
|      |    | s | Günter Schönfeld                           | 1976              | Kreuzigungsgruppe, Sandstein, Kopie des Originals von 1501 | Stuttgart-Mitte, Leonhardsplatz 26 (Rückseite der Leonhardskirche)                                           |
|      |    | s | Roda Reilinger (1919–2003)                 | 1989              | Brennender Dornbusch, Bronze, Stahl | Stuttgart-Mitte, Hospitalstraße 36                                                                           |
|      |    | s | Siah Armajani (1939–2020)                  | 1994              | Bridge/Ramp, Stahl, Farbe, 6,00 × 58,60 × 2,07 m | Stuttgart-Mitte, Am Hauptbahnhof 2                                                                           |
|      | b  | s | Gottfried Gruner                           | 1977              | Aquamobil, Stahl | Stuttgart-Mitte, Königstraße                                                                                 |
|      | b  | s |                                            |                   | Pusteblume-Brunnen | Stuttgart-Mitte, Königstraße                                                                                 |
|      |    | s | Werner Pokorny                             | 1990              | Haus, drehend, Cortenstahl, 235 × 430 × 400 cm | Stuttgart-Mitte, Kleiner Schlossplatz                                                                        |
|      |    | s | Micha Ullman                               | 1996              | Abendstern, Stein, 4 × 2 cm | Stuttgart-Mitte, Ecke Bolzstraße/Stauffenbergstraße                                                          |
|      |    | s | Alexander Calder                           | 1973              | Crinkly avec disque rouge, Stahl, aufgestellt 7. Mai 1981, 8,00 × 8,32 m | Stuttgart-Mitte, Königstr. 30                                                                                |
|      |    | s | Stephan Balkenhol                          | 2003              | Skulpturenpaar, Holz | Stuttgart-Nord, Löwertorstr. 65                                                                              |
|      |    | s | Hermann Wilhelm Brellochs                  | ~1964             | Großes Landeswappen, Bronze | Stuttgart-Mitte, Rückseite des Neuen Schlosses                                                               |
|      | d  | s | Gebauer Herbert                            | NN                | Denkmal für die Hohe Carlsschule, Bronze | Stuttgart-Mitte, Akademiegarten (neben dem Löwen- bzw. Akademiebrunnen)                                      |
|      | d  | s | Donndorf Adolf von (1835–1916)             | 1913              | Schillerdenkmal, Marmor, Granit | Stuttgart-Mitte, Oberer Schlossgarten (unweit des Opernhauses)                                               |
|      | d  | w | Grohmann Christoph                         | 2009              | Berliner Mauer, Farbe | Stuttgart-Mitte, Konrad-Adenauer-Straße 3 (Besucher- und Medienzentrum des Landtags von Baden-Württemberg)   |
|      |    | s | Zoderer Beat (* 1955)                      | 2017              | Der Volksvertreter, Kunststoff | Stuttgart-Mitte, Konrad-Adenauer-Straße 3 (Besucher- und Medienzentrum des Landtags von Baden-Württemberg)   |
|      | b  |   | Donndorf Adolf von (1835–1916)             | 1914              | Schicksalsbrunnen, Marmor | Stuttgart-Mitte, Oberer Schlossgarten (unweit des Opernhauses)                                               |
|      | d  |   | NN                                         | NN                | Gedenktafel zur Württembergischen Landesvermessung, Bronze | Stuttgart-Solitude, Solitude 1 (im Durchgang unterhalb des Schlosses Solitude)                               |
|      | d  |   | NN                                         | 1982              | Denkmal Alte Leichenhalle Friedhof Stuttgart-Münster, Stahl, Bronze | Stuttgart-Münster, Burgholzstraße 62 (Friedhof Stuttgart-Münster)                                            |
|      | d  |   | NN                                         | NN                | Gefallenendenkmal Stuttgart-Münster, Stein | Stuttgart-Münster, Burgholzstraße 62 (Friedhof Stuttgart-Münster)                                            |
|      | d  |   | NN                                         | NN                | Mahnmal für die Toten des 2. Weltkriegs, Sandstein | Stuttgart-Münster, Burgholzstraße 62 (Friedhof Stuttgart-Münster)                                            |
|      | d  |   | Thomas Schäfer                             | 1988              | Denkmal zur Erinnerung an die Städtepartnerschaft von Stuttgart-Zuffenhausen mit La Ferté-sous-Jouarre, Sandstein | Stuttgart-Zuffenhausen, Haldenrainstraße 31 (am Aufgang zum La Ferté-Steg)                                   |
|      |    | s | NN                                         | 2006              | Fußball-WM 2006 | Stuttgart-Zuffenhausen, Haldenrainstraße 35 (unweit der Sporthalle Zuffenhausen)                             |
|      | b  |   | Failmezger Jörg (* 1947)                   | 1982              | Brunnenanlage Zuffenhausen (Wasserskulptur), Stein | Stuttgart-Zuffenhausen, Haldenrainstraße 35 (vor der Sporthalle Zuffenhausen)                                |
|      | b  |   | NN                                         | NN                | Wasserschalen, Bronze | Stuttgart-Mitte, Königstraße 1 (im Oberen Schlossgarten am Ausgang der Theaterpassage)                       |
|      | b  |   | Melis Fritz (1913–1982)                    | 1961              | Pelikanbrunnen, Bronze | Stuttgart-Mitte, Schillerstraße 23 (im Oberen Schlossgarten am Schlossgartenhotel)                           |
|      | b  |   | Gottfried Gruner (1923–2011)               | 1977              | Wasserfall, Stahl | Stuttgart-Mitte, Königstraße 1a (vor der Touristinformation)                                                 |
|      |    | s | Fritz Nuss (1907–1999)                     | 1965              | Sitzender lesend, Bronze | Stuttgart-Mitte, Mailänder Platz                                                                             |
|      |    | s | Thomas Rappaport                           | 2000              | Baumspielraum 1, Eichenholz | Stuttgart-West, Rotwildpark bei Stuttgart                                                                    |
|      | d  |   | NN                                         | 1980              | Gedenkstein Flurbereinigung Bad Cannstatt und Zuffenhausen 1966–1980, Travertin | Stuttgart-Bad Cannstatt, oberhalb des Polizeipräsidiums Stuttgart in den Weinbergen                          |
|      |    | w | Ulrich Bernhardt                           | 1993              | Filmfries „Kulturströme“, jeweils 150 Meter lang, zeigen die Flüsse Rhein und Neckar | Stuttgart-Nord, Stadtbahnhaltestelle Killesberg                                                              |
|      | d  |   | Ludwig Albrecht von Hauff                  | 1962              | Gedenkstele „Sammellager“, Granit, Bronze | Stuttgart-Nord, Höhenpark Killesberg                                                                         |
|      |    | s | NN                                         | 1993              | Quader, Granit | Stuttgart-Nord, Höhenpark Killesberg                                                                         |
|      | b  |   | Hermann Mattern (1902–1971)                | 1939              | Brunnen im Hainbuchenrondell, Sandstein, Schmiedeeisen | Stuttgart-Nord, Höhenpark Killesberg                                                                         |
|      |    | s | Erich Glauer (1903–1995)                   | 1961              | Kinderrutschbahn, Beton | Stuttgart-Nord, Höhenpark Killesberg, Kinderspielplatz nahe der Milchbar                                     |
|      |    | s | NN                                         | 19. Jahrhundert   | Liegender Löwe, Stein | Stuttgart-Nord, Höhenpark Killesberg, Kinderspielplatz nahe der Milchbar                                     |
|      |    | s | Fritz von Graevenitz (1892–1959)           | 1955              | Steigendes Pferd, Bronze | Stuttgart-Nord, Höhenpark Killesberg                                                                         |
|      | b  |   | Fritz von Graevenitz (1892–1959)           | 1950              | Kugelbrunnen, Sandstein, Nachbau eines Brunnens von 1925, auf der Kugel des Sandsteinbrunnens stand ursprünglich ein bronzener Fischreiher. | Stuttgart-Nord, Höhenpark Killesberg                                                                         |
|      | b  |   | Rudolf Pauschinger (1882–1957)             | 1939              | Entenbrunnen, Sandstein | Stuttgart-Nord, Höhenpark Killesberg                                                                         |
|      |    | s | Lilli Kerzinger-Werth (1897–1971)          | 1987              | Fohlen, Nachguss aus Bronze (Das Original aus Zinn stammte aus dem Jahr 1942, wurde 1950 anlässlich der Deutschen Gartenschau aufgestellt und steht heute bei der Reiterstaffel im Körschtal.) | Stuttgart-Nord, Höhenpark Killesberg                                                                         |
|      |    | s | Rudolf Pauschinger (1882–1957)             | 1957              | Flamingopaar, Bronze | Stuttgart-Nord, Höhenpark Killesberg                                                                         |
|      |    | r | NN                                         | 1939              | Vogeltränke, Reliefquader mit Pferden, Sandstein | Stuttgart-Nord, Höhenpark Killesberg                                                                         |
|      |    | s | Peter Otto Heim (1896–1966)                | 1955              | Steigendes Pferd, Bronze | Stuttgart-Nord, Höhenpark Killesberg                                                                         |
|      |    | w | Frederik Merkt                             | 2016              | Fassadengraffiti aus Comicfiguren und Schriftzügen. | Stuttgart-West, Schlossstraße 64A                                                                            |
|      |    | s | Jan-David Ducks                            | 2016              | Berührende Hände, Graffiti, 30 × 10 Meter. | Stuttgart-Nord, Sattlerstraße 12 (Hauptgebäude des Umspannwerks der Netze BW)                                |
|      |    | s | Jan-David Ducks                            | 2016              | Vogel, Graffiti. | Stuttgart-Nord, Sattlerstraße 12 (Nebengebäude des Umspannwerks der Netze BW)                                |
|      |    | s | Adolf von Donndorf                         | 1885–1888         | Zwei Relieffriese vom Mittelbau der ehemaligen Königlichen Landesbibliothek Stuttgart. Links: Allegorie der Dichtung mit Orpheus und dem Flügelpferd Pegasus. Rechts: Allegorie der Wissenschaft mit Herkules und der Sphinx. | Stuttgart-Möhringen, U-Bahn-Haltestelle Europaplatz / Janusz-Korczak-Weg                                     |
|      |    | s | Adolf von Donndorf                         | 1885–1888         | Kapitell eines Blendpfeilers und Eckquader der ehemaligen Königlichen Landesbibliothek Stuttgart. | Stuttgart-Möhringen, U-Bahn-Haltestelle Europaplatz / Janusz-Korczak-Weg                                     |
|      |    | s | Adolf von Donndorf                         | 1885–1888         | Kapitell und Schlussstück eines s der ehemaligen Königlichen Landesbibliothek Stuttgart. | Stuttgart-Möhringen, U-Bahn-Haltestelle Europaplatz / Janusz-Korczak-Weg                                     |
|      |    | s | Christoph Freimann (* 1940)                | 1981              | 12 Kanten, Stahl lackiert | Stuttgart-Mitte, Olgastraße 2                                                                                |
|      |    | w | Christoph Ganter („Jeroo“)                 | 2014              | Graffiti-Fassade. | Stuttgart-Mitte, Urbanstraße 47, Schaltwerk                                                                  |
|      |    | s | Fritz von Graevenitz                       | 1954              | Wandrelief mit 11 Kacheln mit Wassermotiven, Sandstein, an der Paul-Löbe-Staffel, signiert: F. v. G. 1954. | Stuttgart-Mitte, Schützenstraße 4, Landeswasserversorgung Baden-Württemberg                                  |
|      |    | s | Wolfgang Klein (* 1931)                    | 1984              | Kaskade von Ablaufrinnen und Brunnen mit Mosaikbecken, an der Paul-Löbe-Staffel. | Stuttgart-Mitte, Schützenstraße 4, Landeswasserversorgung Baden-Württemberg                                  |
|      |    | s | Eugen Schwab                               | 1939              | Jagdtrophäe, Bronze | Stuttgart-Nord, Höhenpark Killesberg, am Eingang der Diskothek „Perkins Park“, Stresemannstraße 39           |
|      |    | s | Ülkü Süngün                                | 2013              | Erinnerungskörper, Stahlring | Stuttgart-Nord, Höhenpark Killesberg, beim Bahnhof der Kleinbahn                                             |
|      |    | s | Ludwig Habich                              | 1912              | Adorant/Jüngling, Bronze | Stuttgart-Nord, Höhenpark Killesberg                                                                         |
|      |    | s | Josef Zeitler                              | 1941              | Hirschkuh mit Kalb, Zinn | Stuttgart-Nord, Höhenpark Killesberg                                                                         |
|      |    | s | Erich Hauser                               | 1965              | V2A-Stahlplastik, Stahl | Stuttgart-Nord, Höhenpark Killesberg, beim Cannstatter Eingang                                               |
|      |    | s | Fritz Nuss                                 | 1936              | Frau mit Tuch/Stehende, Marmor | Stuttgart-Nord, Höhenpark Killesberg, Tal der Rosen                                                          |
|      |    | s | Hans Berweiler                             | 1982              | Mental, Marmor | Stuttgart-Mühlhausen, Arnoldstraße 10, vor der Turn- und Festhalle                                           |
|      | b  | s | NN                                         | 1900              | Brunnentrog mit Löwenkopfspeier | Stuttgart-Mühlhausen, Schlosspark, hinter dem Palm’schen Schlosses                                           |
|      | d  | s | NN                                         | NN                | Gedenkstein „Zur Erinnerung an den 21. October 1876“, Sandstein | Stuttgart-Mühlhausen, Schlosspark, oberhalb des Gartenpavillon des Palm’schen Schlosses                      |
|      | d  | r | NN                                         | 1961              | Gedenkstein Rebflurbereinigung Stuttgart-Mühlhausen, Sandstein (stark verwittert) | Stuttgart-Mühlhausen, Nachsommerweg 1, in den Weinburgen unterhalb des Gebäudes                              |
|      | b  |   | Heinz L. Pistol                            | 1972–1974         | Springbrunnenanlage, stillgelegt und zugeschüttet | Stuttgart-Mitte, Stadtgarten, zwischen Universitätsbibliothek und Max-Kade-Weg                               |
|      |    | s | Heinz L. Pistol                            | 1972–1974         | Skulptur aus Edelstahlblechen | Stuttgart-Mitte, Stadtgarten, zwischen Universitätsbibliothek und Restaurant „Mezzogiorno“                   |
|      | b  | s | NN                                         | ?                 | Kugelbrunnen Firma Dommer, Stuttgarter Fahnenfabrik | Stuttgart-Feuerbach, Maybachstraße 37                                                                        |
|      |    | s | Gerry Judah (* 1951)                       | 2015              | „Inspiration 911“, 3 Stahlträger mit je einem Porsche 911, Höhe 24 Meter | Stuttgart-Zuffenhausen, Porscheplatz 1, beim Porsche.Museum                                                  |
|      |    | s | Werner Pokorny                             | 2015              | Haus am Rad, Betonskulptur | Stuttgart-Mitte, Stadtgarten, gegenüber der Universitätsbibliothek                                           |
|      | d  | r | Herbert Göser                              | 1988              | Gedenkstein und Bronzetafel für Lilo Herrmann | Stuttgart-Mitte, Stadtgarten, Nordseite der Hochschule für Technik, Bau 1                                    |
|      |    | s | Winfried Schmidt (* 1937)                  | 1991              | Stehende, Bronze | Stuttgart-Ost, Libanonstraße 3 (Waldorfschule)                                                               |
|      |    | s | Reiner Ruthenbeck (1937–2016)              | 1977              | Sieben schwarze Schranken, Aluminium, Eisen, Blei, schwarz lackiert, je 11 Meter lang | Stuttgart-Mitte, Unterer Schlossgarten (in der Nähe der Haltestelle Mineralbäder)                            |
|      |    | s | Fritz Melis (1913–1982)                    | 1967              | Kreisende Adler, Kupferblech und Messing, Höhe 550 cm | Stuttgart-Ost, Villa Berg 1 (bei der Ostseite der Villa)                                                     |
|      |    | s | Heinz Huth                                 | 1987              | Ohne Titel, wird gelegentlich als „Albatros“ bezeichnet | Stuttgart-Ost, Neckarstraße 149 (Zeppelin Turnhalle)                                                         |
|      |    | s | Renate Hoffleit (* 1950)                   | 1991–1992         | Skulpturenfeld, 5 Steinpaare aus Marmor und Granit, 30,81 × 13,5 Meter, Höhe zwischen 0,54 und 3,45 Meter | Stuttgart-Ost, Hauffstraße 5 (Innenhof des Amtsgerichts Stuttgart und des Landessozialgerichts)              |
|      |    | s | Ottmar Hörl                                | 2015              | Kunstinstallation „Einheitsmännchen“ von Ottmar Hörl, zum Jubiläum „25 Jahre Deutsche Einheit“. Temporäre Aufstellung im Rahmen einer Wanderausstellung am Schlossplatz in Stuttgart, 2015. – Einheitsmännchen: Kunststoff, grün, schwarz-rot-gold, 38 cm hoch, dem DDR-Ampelmännchen nachempfunden. | Stuttgart-Mitte, Schlossplatz                                                                                |
|      |    | s | Georg Baselitz                             | 2012              | BDM (Mädchengruppe), Bronze, Sammlung Würth, Künzelsau. Erstmalige Präsentation im Rahmen der Ausstellung „Kunstschätze aus Hohenlohe“, 2015. | Stuttgart-Mitte, Schillerplatz 6 (Innenhof des Alten Schlosses)                                              |
|      |    | s | Horst Kuhnert (* 1939)                     | 1975              | Plastik von innen nach außen | Stuttgart-Zuffenhausen, Haldenrainstraße 31 (am Hallenbad Zuffenhausen)                                      |
|      |    | s | Otto Herbert Hajek (1927–2005)             | 1975              | Stadtzeichen 1972/1988/2002, Stahl, Farbe, 4,80 × 1,60 × 1,50 Meter | Stuttgart-Wangen, Ulmer Straße/Rinkenberg                                                                    |
|      |    | s | Hans Dieter Bohnet (1926–2006)             | 1959/1960         | Dreiklang, Aluminiumguss, Höhe 2,50 Meter | Stuttgart-Ost, Hackstraße 2                                                                                  |
|      |    | s | Erich Hauser (1930–2004)                   | 1964              | Skulptur 64, Stahlblech | Stuttgart-Ost, Schönbühlstraße 90 (Raichberg-Realschule)                                                     |
|      |    | s | Ulrich Rückriem (* 1938)                   | 1987              | Finnischer Granit | Stuttgart-Ost, Teckstraße 58 (Kulturpark Berg)                                                               |
|      |    | s | Faustino Aizkorbe                          | 1990              | Estela, Stahl | Stuttgart-Ost, Unterer Schlossgarten (in der Nähe der Haltestelle Mineralbäder)                              |
|      |    | s | Christoph Freimann (* 1940)                | NN                | NN, Stahl lackiert | Stuttgart-Ost, Heidehofstraße 9                                                                              |
|      | b  | s | Albert Güldenstein (1822–1891)             | 1851              | Nymphenbrunnen, Bronzeguss | Stuttgart-Ost, Villa Berg 1 (Ostseite)                                                                       |
|      |    | s | Otto Herbert Hajek (1927–2005)             | 1978–1983         | Leuzezeichen (Römische Erinnerung), Stahl, 700 × 700 × 500 cm. Die gesamte künstlerische Ausstattung des Mineralbades Leuze stammt vom Künstler. | Stuttgart-Ost, Leuzebadstraße 2–6 (Auf dem Dach des Mineralbad Leuze)                                        |
|      |    | s | Otto Herbert Hajek (1927–2005)             | 1978–1983         | Raumzeichen (Römische Erinnerung), Stahl, Naturstein, Farbe, 6,30 × 3,00 × 3,00 Meter. Die gesamte künstlerische Ausstattung des Mineralbades Leuze stammt vom Künstler. | Stuttgart-Ost, Leuzebadstraße 2–6 (Eingang zum Mineralbad Leuze)                                             |
|      |    | s | Otto Herbert Hajek (1927–2005)             | 1978–1983         | Caracalla (Römische Erinnerung), Stahl, Höhe ca. 7 Meter. Die gesamte künstlerische Ausstattung des Mineralbades Leuze stammt vom Künstler. | Stuttgart-Ost, Leuzebadstraße 2–6 (im südlichen Bereich des Fußwegs um das Mineralbad Leuze)                 |
|      |    | w | Otto Herbert Hajek (1927–2005)             | 2002              | Farbe flügelt im Raum, Dreikomponentenfarbe auf Eternitplatten, 14,00 × 4,50 m | Stuttgart-Ost, Wilhelm-Camerer-Straße, SWR-Gebäude                                                           |
|      |    | s | Eugen Schwab                               | 1956              | Der gute Hirte | Stuttgart-Zuffenhausen, Haldenrainstraße 31 (am Hallenbad Zuffenhausen)                                      |
|      |    | s | Hans Dieter Bohnet                         | 1993              | Unter den Stangen, Edelstahl | Stuttgart-Nord, Wartberggelände, Kunststation Unter den Stangen, St.-Louis-Weg                               |
|      |    | s | Hans Dieter Bohnet                         | 1993              | Im Keuper, Keuper, Marmor | Stuttgart-Nord, Wartberggelände, Kunststation Im Keuper, St.-Louis-Weg                                       |
|      |    | s | Hans Bernhard Luginbühl (1929–2011)        | 1982–1984         | Saurier, Eisen, 3,50 × 7,60 × 2,40 Meter | Stuttgart-Nord, Rosenstein 1, Museum am Löwentor (Vorplatz)                                                  |
|      | b  | s | Hans Dieter Bohnet                         | 1993              | Kugelobjekt, Stahl | Stuttgart-Nord, Wartberggelände, Kunststation Egelsee, Kairoweg                                              |
|      | b  | s | Daniel Stocker                             | 1912              | Bocksprungbrunnen, Kunststein, Bronze | Stuttgart-Ost, Neckarstraße 149 (im Hof des Zeppelin-Gymnasium)                                              |
|      | b  | s | Karl Eisele                                | 1934              | Justinus-Kerner-Brunnen (Kernerbrünnele) | Stuttgart-Mitte, Kernerplatz                                                                                 |
|      | b  | s | NN                                         | 2011              | Wassertreppe Zuffenhausen, französischer Granit, 14 × 4 Meter | Stuttgart-Zuffenhausen, Emil-Schuler-Platz                                                                   |
|      | b  | s | NN                                         | NN                | Ehmann-Brunnen (vorher Brunnen Degerloch), Sandstein | Stuttgart-Degerloch, Jahnstraße/Königsträßle                                                                 |
|      | b  | s | Reinhold Georg Müller                      | 1988              | Weberknotenbrunnen, Marmor | Stuttgart-Mitte, Weberplatz (Bohnenviertel)                                                                  |
|      | b  | s | Julius Frick                               | 1934              | Fischreiherbrunnen, Crailsheimer Muschelkalk | Stuttgart-Mitte, Lorenzstaffel (bei der Olgastraße)                                                          |
|      | b  | s | NN                                         | 1908              | Schillerbrunnen, Brunnenhaus aus Dettenhauser Sandstein, Trog aus Granit, Medaille mit Kopf Schillers aus Bronze | Stuttgart-Degerloch, Jahnstraße/Karl-Pfaff-Straße                                                            |
|      | b  | s | NN                                         | 1900              | Lefzenbrunnen, Travertin | Stuttgart-Bad Cannstatt, Narewstraße, Gewann Espan                                                           |
|      | b  | s | NN                                         | 1839              | Sophienbrunnen | Stuttgart-West, Hasenbergsteige/Bürgerallee                                                                  |
|      | b  | s | Emil Brüllmann Junior                      | 1935              | Lenzhaldebrunnen, Trog aus Sandstein, Knabenfigur mit Fisch Bronze | Stuttgart-Nord, Lenzhalde/Doggenburg                                                                         |
|      | b  | s | Julius Frick                               | 1934              | Volkshaus-Brunnen, Sandstein, Granit | Stuttgart-Ost, Schmalzmarkt                                                                                  |
|      | b  | s | Hermann Wilhelm Brellochs                  | 1938              | Der-Gute-Hirte-Brunnen, Sandstein | Stuttgart-Nord, Otto-Umfried-Straße (vor der Martinskirche)                                                  |
|      | b  | s | Ludwig Eisenlohr                           | 1909              | Biberbrunnen, Trog und Säule mit Biber-Skulptur aus Sandstein, Halbkugel, Schmiedeeisen | Stuttgart-Feuerbach, Wilhelm-Geiger-Platz 10 (vor dem Bezirksrathaus)                                        |
|      | b  | s | Fritz von Graevenitz                       | 1955              | Hasenbrünnele, Stein, Relief vom Künstler | Stuttgart-Weilimdorf, Stadtpark, Franklinstraße                                                              |
|      | b  | s | NN                                         | 1950+             | Dorfbrunnen Zazenhausen (auch Spitalhofbrunnen), steinerner Trog älter, gusseiserner Teil in den 1950er Jahren ergänzt | Stuttgart-Zazenhausen, Entenweg 2                                                                            |
|      | b  | s | NN                                         | NN                | Max-Horkheimer-Brunnen | Stuttgart-Zuffenhausen, Stadtpark, Franklinstraße                                                            |
|      | b  | s | NN                                         | 1954              | Veielbrunnen, Travertinwand mit vier Speiern und Trog, Seite mit einer Schildkröte-Plastik und einer Krebs-Plastik | Stuttgart-Bad Cannstatt, Veielbrunnenweg 6                                                                   |
|      | b  | s | Emil Kiemlen                               | 1900              | Froschbrunnen, Sandstein, Granit, Bronze | Stuttgart-Ost, Haußmannstraße 36                                                                             |
|      | b  | s | Lilli Kerzinger-Werth                      | 1966              | Salamanderbrunnen von 1912, gelblicher Kunststein, verlorene Salamander-Plastik 1966 ergänzt, Bronze | Stuttgart-Ost, Albrecht-Goes-Platz                                                                           |
|      | d  | s | Adolf Fremd                                | 1903              | Denkmal für Franz Liszt | Stuttgart-Mitte, Mittlerer Schlossgarten, bei Willy-Brandt-Straße 41                                         |
|      | d  | s | Johann Wilhelm Braun                       | 1842              | Denkmal für Gottlieb Christian Eberhard von Etzel | Stuttgart-Süd, Neue Weinsteige 160, Grünanlage                                                               |
|      | d  | s | Hubert Albert Zimmermann                   | 1965              | Ehren- und Mahnmal zum Gedenken an die Opfer der beiden Weltkriege, Bronze #Gohl 2010, Seite 26 | Stuttgart-Gablenberg, Gablenberger Hauptstraße 80 (Petruskirche, Eingang zum Friedhof)                       |
|      | d  | s | NN                                         | 1928              | Ehren- und Mahnmal zum Gedenken an die Opfer der beiden Weltkriege und der nationalsozialistischen Gewaltherrschaft, 1971 an den heutigen Standort versetzt | Stuttgart-Botnang, Furtwänglerstraße, Grünanlage (Alter Friedhof)                                            |
|      | b  | s | NN                                         | 1952              | Gedenkstein für Lina Hähnle (über gefasster Quelle als Teil eines Brunnens), Wappenstein gehörte ursprünglich zur im Zweiten Weltkrieg zerstörten Villa der Familie in der Jägerstraße 34, Sandstein | Stuttgart-West, Kräherwald, Lina-Hähnle-Weg                                                                  |
|      | d  | s | Markus Wolf                                | 1995              | Denkmal 500. Jahrestag der Herzogserhebung des Grafen Eberhard im Bart von Württemberg, Inschrift: Hie gut Wirtemberg allewege 1495 1995 ob der Staig | Stuttgart-Degerloch, Santiago-de-Chile Platz                                                                 |
|      | d  | s | NN                                         | 2006              | Gedenkstein zur Einweihung des Santiago-de-Chile-Platzes, Granit | Stuttgart-Degerloch, Santiago-de-Chile Platz                                                                 |
|      | d  | s | NN                                         | 1980?             | Denkmal Rebflurbereinigung Stuttgart-Münster – Schnarrenberg – 1978–1980, Travertin | Stuttgart-Rot, Am Schnarrenberg 12, Schnarrenberg (unterhalb der Sportanlagen des TV Cannstatt)              |
|      | d  | r | Markus Wolf                                | 2011              | Denkmal für Erich Hermann – „Rundfunkfritzle“, Buntsandstein, Bronze | Stuttgart-Nord, Höhenpark Killesberg, beim Killesbergturm                                                    |
|      | d  | r | Irmgard von Puttkamer                      | 1961              | Ehrenmal des Kavallerie-Regiments 18, Sandstein, Bronze | Stuttgart-Hallschlag, Rommelstraße 1 und 17, zwischen den Gebäuden (ehemalige Reiterkaserne)                 |
|      |    | s | Lutz Ackermann                             | 1986              | Ohne Titel (Krokodil), Stahlguss | Stuttgart-Wangen, Geislinger Straße 76                                                                       |
|      |    | s | Hans Albrecht (* 1938)                     | 1986              | Werkverzeichnis 14/86, Fichtenholz, nicht gefunden #Plastik 1986, #Bestand 1992 | Stuttgart-Süd, Karlshöhe                                                                                     |
|      |    | s | Hüseyin Altin                              | 1980              | Kreatur, Rauchkristall (Krastaler Marmor) | Stuttgart-Süd, Sperberweg 17, Eierplätzle                                                                    |
|      |    | s | Hüseyin Altin                              | 1986              | Ohne Titel (Knoten) | Stuttgart-West, Bebelstraße 24, Bismarcksporthalle                                                           |
|      |    | s | Otto Baum                                  | 1957              | Schlachttiere, Rinder, Kühe und Kälber, Relief, Beton, 250 × 820 × 30 cm | Stuttgart-Ost, Talstraße 73, Untere Klingenbachanlage                                                        |
|      |    | s | Otto Baum                                  | 1960              | Mahnmal für die gefallenen Schüler, doppelseitiges Relief, Muschelkalk, 240 × 1000 × 60 cm #Gohl 2010, Seite 25 | Stuttgart-Ost, Sickstraße 165, Johann-Friedrich-von-Cotta-Schule                                             |
|      |    | s | Otto Baum                                  | 1963              | Elefantengruppe | Stuttgart-Vaihingen, Dürrlewangstraße 20, Schulhof der Schönbuchschule                                       |
|      |    | s | Gerlinde Beck                              |                   | Stehende Figur, V2A-Stahl und Farbe | Stuttgart-Botnang, Regerstraße 19                                                                            |
|      |    | s | Ulrich Benn                                | 1958              | Der Barmherzige Samariter, Bronze | Stuttgart-Nord, Birkenwaldstraße 26, Erlöserkirche                                                           |
|      | k  | s | Siegfried Berner                           | 2010              | Weinbau und Industrie, Jura-Stein | Stuttgart-Untertürkheim, Großglocknerstraße / Mettinger Straße, Kreisverkehr                                 |
|      |    | s | Franz Bernhard                             | 1988              | Die Dynamische, Holz, Cortenstahl | Stuttgart-West, Forststraße 15, Sporthalle Tivoli                                                            |
|      |    | s | Hans Berweiler (* 1934)                    | 1982              | Mental, Marmor #Plastik 1983, #Bestand 1992 | Stuttgart-Mühlhausen, Arnoldstraße 10, Turn- und Versammlungshalle                                           |
|      |    | s | Wolfgang Billeb (* 1957)                   | 1990              | Objekt, Eisen, nicht gefunden #Plastik 1992, #Bestand 1992 | Stuttgart-Bad Cannstatt, Wilhelmsbrücke, Brückenkopf                                                         |
|      |    | s | Bernd Wilhelm Blank (* 1935)               | 2003              | Kinetisches Projekt, Stahl, Aluminiumlegierung, 720 × 240 × 240 cm #Küster 2006, Seite 64–66 | Stuttgart-Mitte, Breitscheidstraße 4, Robert-Bosch-Platz                                                     |
|      |    | s | Ernst-Reinhart Böhlig (* 1947)             | 1983              | Sebastian, Bronze, lebensgroß #Küster 2006, Seite 240 | Stuttgart-West, Silcherstraße 3, Seidenanlage                                                                |
|      |    | s | Herbert A. Böhm (* 1948)                   | 1980/1985         | Frau mit Ziegenbockmaske, Cannstatter Travertin, lebensgroß #Küster 2006, Seite 72 | Stuttgart-West, Feuerseeplatz 2                                                                              |
|      | b  | s | Hans Dieter Bohnet                         | 1954              | Brunnen am Gustav-Siegle-Haus mit der Skulptur „Mädchen mit Taube“ als Brunnenfigur | Stuttgart-Mitte, Leonhardsplatz 29, Gustav-Siegle-Haus                                                       |
|      |    | s | Hans Dieter Bohnet                         | 1955/1956         | Lyra, Wandrelief, Aluminium, 500 × 250 cm #Küster 2006, Seite 240 | Stuttgart-Mitte, Berliner Platz, Breitscheidstraße 4A, Liederhalle                                           |
|      | b  | s | Hans Dieter Bohnet                         | 1961              | Jubiläumsbrunnen (zum 100. Jubiläum des Verschönerungsvereins Stuttgart), Raumünzacher Granit (Forbachgranit) | Stuttgart-West, Berliner Platz, Schloßstraße 53A                                                             |
|      |    | s | Hans Dieter Bohnet                         | 1971/1972         | Kugelobjekt „Bewegung“, Polyester farbig, Durchmesser 200 cm | Stuttgart-Nord, Heilbronner Straße 41, GENO-Haus (vorn)                                                      |
|      |    | s | Hans Dieter Bohnet                         | 1971/1972         | Kugelobjekt, Polyester farbig, Durchmesser 200 cm> #Bohnet 1993, Seite 55, 107 | Stuttgart-Nord, Räpplenstraße 17, GENO-Haus (hinten)                                                         |
|      | d  | s | Hermann Brachert                           | 1960              | Mahnmal für die Gefallenen des Ersten Weltkriegs, Trauernde, Kalkstein, Höhe 320 cm | Stuttgart-Untertürkheim, Wendelinstraße 9, Alter Friedhof                                                    |
|      | b  |   | Karl Bruder                                | 1905              | Wilhelmsbrunnen, Sandstein | Stuttgart-Untertürkheim, Oberstdorfer Straße / Kappelbergstraße                                              |
|      |    | s | Friedrich Rainhard Brüderlin (1919–2009)   |                   | Elevazione, Bronze | Stuttgart-Mitte, Stadtgarten, Josef-von-Egle-Weg                                                             |
|      |    | s | Jakob Brüllmann                            | 1912–1913         | Frühlingssäule mit Statue des Frühlings, Palmwedelkapitell, vier allegorischen Putten, Satyrmasken und Fruchtgirlanden, Travertin, Höhe bis Oberkante des Kapitells etwa 8,60 Meter, Gesamthöhe um 10 Meter #Breuer 1985, Seite 10, #Breuer 1994, Seite 47–48 | Stuttgart-Süd, Weißenburgpark, Marmorsaal, Frühlingssäule                                                    |
|      |    | s | Jakob Brüllmann                            | 1912–1913         | Der Frühling oder Der von den Bergen herabkommende Frühling, Bronze vergoldet, und Kugel, Bronze, Bekrönung der Frühlingssäule #Breuer 1994, Seite 47–48 | Stuttgart-Süd, Weißenburgpark, Marmorsaal, Frühlingssäule                                                    |
|      |    | s | Jakob Brüllmann                            | 1912–1913         | Tanz, Wein, Musik und Gesang, vier allegorische Bronzeputten am Postament der Frühlingssäule #Breuer 1994, Seite 47–48 | Stuttgart-Süd, Weißenburgpark, Marmorsaal, Frühlingssäule                                                    |
|      | d  | s | Jakob Brüllmann                            | 1917              | Reformationsdenkmal | Stuttgart-Mitte, Hospitalstraße 22–24, Hospitalkirche                                                        |
|      | d  | s | Jakob Brüllmann                            | 1928              | Ehrenmal für die Gefallenen des Ersten Weltkriegs mit einer Gedenksäule mit liegendem Hirsch #Gohl 2010, Seite 28 | Stuttgart-Ost, Hornbergstr. 140, Friedhof Gaisburg                                                           |
|      |    | s | Martin Burchard                            | 2011              | Vom Hinabsinken und wieder Auferstehen, Stahl, Höhe 360 cm | Stuttgart-West, Rosenbergstraße 38, Diakonie-Klinikum, Haupteingang                                          |
|      | b  | s | Jacob Clement                              | 1934              | Lautenschlägerbrunnen mit nacktem Jungen, der auf einer Halbkugel sitzt und Laute spielt, Cannstatter Travertin | Stuttgart-Bad Cannstatt, Teinacher Straße 30, Kurpark                                                        |
|      |    | s | Johann Heinrich Dannecker                  | 1810–1815         | Wasser- und Wiesennymphe, Carrara-Marmor, 242 × 502 × 102 cm | Stuttgart-Bad Cannstatt, Schloss Rosenstein                                                                  |
|      |    | s | Friedrich Distelbarth                      | 1831              | Liebesvase, Sandstein, 208 cm | Stuttgart-Mitte, Eugenstraße 7, Kammertheater                                                                |
|      | d  | r | Lore Doerr-Niessner                        | 1955              | Gedenkstein für Elly Heuss-Knapp mit Porträtrelief, Muschelkalk | Stuttgart-Sillenbuch, Stuttgarter Eichenhain                                                                 |
|      | b  | s | Adolf von Donndorf                         | 1898              | Paulinenbrunnen von Emil Mayer mit der Skulptur einer wasserholenden Mutter mit zwei Kindern und einer wasserspeienden Löwenmaske von Adolf von Donndorf, Bronze #Böhm 2004, Seite 39, #Petzold 1989, Seite 58, Hinweisschild vor dem Brunnen | Stuttgart-Süd, Rupert-Mayer-Platz                                                                            |
|      |    | r | Karl Donndorf                              | 1912–1913         | Wagenlenker auf antikem zweispännigem Kampfwagen, Travertin #Breuer 1994, Seite 48 | Stuttgart-Süd, Weißenburgpark, Marmorsaal                                                                    |
|      |    | r | Karl Donndorf                              | 1912–1913         | Zwei antike Musikantinnen, Travertin #Breuer 1994, Seite 48 | Stuttgart-Süd, Weißenburgpark, Marmorsaal                                                                    |
|      | b  | s | Herbert Dreiseitl (* 1955)                 | 1986              | Mönchsbrunnen, runder Brunnentrog mit einer kunstvoll geformten Ausgussschale am Beckenrand, Travertin. Am Rand des ehemaligen Pfarrgartens befindet sich der stillgelegte alte Mönchsbrunnen mit einem ebenfalls runder Travertintrog unter einem Pyramidenschutzdach. #Böhm 2004, Seite 67 | Stuttgart-Münster, Jagststraße 15, alter Pfarrgarten                                                         |
|      |    | s | Franz Dreyer (* 1928)                      | 1986              | Gehend, Jura-Kalk | Stuttgart-Zuffenhausen, Am Bahnhof 1, Bahnhofsvorplatz                                                       |
|      | b  | m | Eugen Ehmann (erwähnt 1905–1926)           | 1905/1926/1950    | Koppentalbrunnen, Brunnenanlage aus Muschelkalk von Gustav Halmhuber (1905), Glasmosaik von Eugen Ehmann (1926) #Böhm 2004, Seite 24–26, #Petzold 1989, Seite 16–17 | Stuttgart-Nord, Panoramastraße / Seestraße                                                                   |
|      |    | s | Edith Erdle-Wissler (1913–2003)            | 1990              | Unterwegs, Bronze, lebensgroß #Plastik 1990, #Bestand 1992 | Stuttgart-Münster, Elbestraße 75, Dreifaltigkeitskirche                                                      |
|      |    | s | Elena Flamourakis-Blatsoura (* 1931)       | 1981              | Biellmann-Pirouette, Bronze, 1. Kopie. 2. Kopie: Bezirksrathaus Münster, nicht gefunden 3. Kopie (Foto): Stuttgarter Flughafen, Terminal 1, Obergeschoss | Stuttgart-Degerloch, Keßlerweg 8, Eissportzentrum                                                            |
|      |    | s | Karl-Heinz Franke (* 1916)                 | 1979              | Säulenwald | Stuttgart-West, Berliner Platz, Schloßstraße 49, Liederhalle                                                 |
|      | d  | s | Jakob Wilhelm Fehrle                       | 2008              | Reinhold-Nägele-Denkmal, Bronzebüste auf Steinpostament auf metallener Inschriftenplatte | Stuttgart-Süd, Weißenburgpark                                                                                |
|      |    | s | Karl-Heinz Franke                          | 1985              | Schienenhaufen, Gleise und Radachsen, rot angestrichen | Stuttgart-Bad Cannstatt, Bahnhofstraße 19/1, Bahnhofsvorplatz                                                |
|      |    | s | Christoph Freimann                         | 1977              | 12 Kanten, Cortenstahl, 6 Teile, 200 × 600 × 600 cm | Stuttgart-Mitte, Stadtpark, Josef-von-Egle-Weg                                                               |
|      |    | s | Christoph Freimann                         | 1998              | Il Punto, Stahl lackiert | Stuttgart-Mitte, Kronprinzstraße 14                                                                          |
|      |    | s | Adolf Fremd                                | 1898              | Allegorie des Handels, Marmor, überlebensgroß #Gohl 2010, Seite 46–47 | Stuttgart-Ost, Mineralbäder, U-Bahn-Haltestelle                                                              |
|      |    | s | Adolf Fremd                                | 1901              | Allegorie des Wehrstands, Marmor, überlebensgroß | Stuttgart-Bad Cannstatt, Schönestraße, unter der König-Karls-Brücke, U-Bahn-Haltestelle Mercedesstraße       |
|      |    | s | Erich Glauer (1903–1987)                   | 1962              | Der Flötenspieler, Bronze | Stuttgart-Möhringen, Filderbahnstraße 29/1                                                                   |
|      |    | s | Jürgen Goertz                              | 1993              | Frauenbüste, Bronze | Stuttgart-Mitte, Börsenplatz                                                                                 |
|      |    | s | Alfred Görig (* 1947)                      | 1992              | Ohne Titel, Granit und Gusseisen #Plastik 1992, #Bestand 1992 | Stuttgart-West, Bismarckstraße 30, Bismarckplatz                                                             |
|      |    | s | Fritz von Graevenitz                       | 1932/1953         | Mutter Heimat, Muschelkalk | Stuttgart-Degerloch, Waldfriedhof, Abteilung 3, Ehrenmal für die gefallenen Teilnehmer des Ersten Weltkriegs |
|      |    | s | Fritz von Graevenitz                       | 1936              | Steigendes Pferd, Muschelkalk | Stuttgart-Nord, Höhenpark Killesberg, Cannstatter Eingang, Ecke Stresemannstraße / Maybachstraße             |
|      |    | s | Dan Graham                                 | 1993              | Gate of Hope, architektonische Skulptur, Edelstahl, Glas, 12,77 × 10,24 × 4,65 m | Stuttgart-Nord, Löwentorstraße 36–38, Leibfriedscher Garten                                                  |
|      |    | s | Dorothee Grimm                             | 2009              | Die Muse | Stuttgart-Bad Cannstatt, Bottroper Straße 42, Freie Kunstschule Stuttgart                                    |
|      |    | w | Siegfried Groß                             | 1998              | „Haltestelle Waldau / Sportstation – Kunststation“, 16 Bildtafeln mit Sportszenen. | Stuttgart-Degerloch, Georgiiweg 11, U-Bahn-Haltestelle Waldau                                                |
|      |    | s | Walter Gschwandner (* 1956)                | 1989              | Eidesdämon, rote Plane, vernäht und verspannt #Plastik 1992, #Bestand 1992 | Stuttgart-Mitte, Rosenstraße 24                                                                              |
|      |    | s | Dorothee Ziegler und Christian Günther     | 1997              | Pelota, Mobile, Edelstahl, Litfaßsäule Auftraggeber: Eduard Pfeiffer-Stiftung, Rotierendes Stahlmobile montiert auf einer als Basis dienenden Litfaßsäule. | Stuttgart-Mitte, Danneckerplatz                                                                              |
|      | b  | s | Ludwig Habich                              | 1910              | Merkurbrunnen, Wandbrunnen mit Brunnentrog und Sitzbank aus Muschelkalk, in einer Bogennische die reliefartige Figur des Gotts Merkur, der nach einem Bad die Flügelschuhe anzieht | Stuttgart-Mitte, Eberhardstraße 10 / Töpferstraße, Graf-Eberhard-Bau                                         |
|      | d  | s | Ludwig Habich                              | 1911              | Burckhardt-Denkmal. Nackter Jüngling in Bronze auf Kalksteinsockel mit Porträtrelief von Obermedizinalrat Dr. Hermann Burckhardt (1847–1907), seit 1883 Chefarzt der Chirurgischen Abteilung des Katharinenhospitals. Inschrift: „Heilend durch Wunden ließ er gesunden“. Architektur: Paul Bonatz. | Stuttgart-Mitte, Hegelplatz, Ecke Kriegsbergstraße/Herdweg                                                   |
|      |    | s | Otto Herbert Hajek                         | 1953              | Große Sitzende, Muschelkalk, 200 × 320 cm | Stuttgart-West, Rosenbergstraße 17, Gewerbliche Schule Im Hoppenlau                                          |
|      |    | r | Otto Herbert Hajek                         | 1955              | Durchbrochene Fläche, Wandrelief, Gusseisen ohne Rostschutz, 300 × 100 cm | Stuttgart-West, Berliner Platz 1, Schloßstraße, Liederhalle                                                  |
|      |    | s | Otto Herbert Hajek                         | 1955              | Durchbrochene Fläche im Raum, Gusseisen ohne Rostschutz, 360 × 180 × 60 cm | Stuttgart-West, Berliner Platz 1, Liederhalle                                                                |
|      |    | s | Otto Herbert Hajek                         | 1962              | Großes Raumrelief, Beton, 240 × 530 × 60 cm | Stuttgart-Degerloch, Eugen-Dolmetsch-Straße, Waldfriedhof-Viereichenhau                                      |
|      |    | s | Otto Herbert Hajek                         | 1976/1986/1996    | Raumbewegung, 76/86 II, Stahl bemalt, 730 × 165 × 165 cm | Stuttgart-West, Bebelstraße 22, Bürgerzentrum                                                                |
|      |    | s | Otto Herbert Hajek                         | 1988              | Dynamische Form I, Granit, 540 × 146 × 146 cm | Stuttgart-Mitte, Kriegsbergstraße 32 / Ossietzkystraße                                                       |
|      |    | s | Otto Herbert Hajek                         | 1988/1989         | Wegezeichen 7, aus der Reihe „Zeichen ortieren Orte“, Stahl, Farbe, 590 × 223 × 159 cm | Stuttgart-Degerloch, Jahnstraße 120, Fernsehturm                                                             |
|      | d  | s | Johann von Halbig                          | 1875              | Reiterstandbild von König Wilhelm I. von Württemberg | Stuttgart-Bad Cannstatt, Großer Kursaal                                                                      |
|      |    | s | Franz Hämmerle (* 1949)                    | 1998              | Caritate Ecclesia, Martin von Tours (316–397) teilt seinen Mantel, Höhe 320 cm, Pappelstamm. | Stuttgart-Mitte, Olgastraße 93a, Kindertagesstätte St. Martinus                                              |
|      |    | s | Ingrid Hartlieb (* 1944)                   | 1982              | Warnzeichen, Holz, nicht mehr vorhanden #Plastik 1983, #Bestand 1992 | Stuttgart-Zuffenhausen, Am Bahnhof 1, Bahnhofsvorplatz                                                       |
|      |    | s | Ingrid Hartlieb (* 1944)                   | 1984/2006         | Großes Rumpfholz, Holz | Stuttgart-Zuffenhausen, Am Bahnhof 1, Bahnhofsvorplatz                                                       |
|      |    | s | Siegfried Hass                             | 2003              | Osterengel, Bronze, 250 × 105 × 70 cm #Gohl 2010, Seite 69 | Stuttgart-Ost, Pflasteräckerstraße 87, Friedhof Gaisburg, Neue Feierhalle                                    |
|      |    | s | Bernhard Heiliger                          | 1968/1969         | Montana I, Bronze patiniert und poliert, 305 × 100 × 165 cm #Küster 2006, Seite 124–127 | Stuttgart-Mitte, Konrad-Adenauer-Straße 8, Württembergische Landesbibliothek                                 |
|      |    | s | Peter Otto Heim (1896–1966)                |                   | Flötenspieler, Bronze #Hofmeister 1987, Seite 180 | Stuttgart-Bad Cannstatt, Daimlerstraße 8, gegenüber Brunnenstraße, Johannes-Kepler-Gymnasium 57              |
|      | b  | s | Bernd Hennig                               | 1991              | Kübelbrunnen, Bronze, Betonsockel | Stuttgart-Degerloch, Große Falterstraße 2, Bezirksrathaus Degerloch                                          |
|      |    | s | Bernd Hennig                               | 1994              | Zollskulptur, im Boden eingelassener, 56 Meter langer Stahlbogen, auf dem 4 Platten aus Cortenstahl stehen (Foto: 1 Platte) #Gohl 2010, Seite 58–59 | Stuttgart-Ost, Hackstr. 83, Hauptzollamt                                                                     |
|      |    | s | Melchior von Hugo (1873–1931)              | 1912–1913         | Putte auf Echse reitend #Michel 1914, Seite 136 | Stuttgart-Süd, Weißenburgpark, Marmorsaal, Terrassenbalustrade                                               |
|      |    | s | Melchior von Hugo (1873–1931)              | 1912–1913         | Putte als Schneckenreiter #Michel 1914, Seite 136 | Stuttgart-Süd, Weißenburgpark, Marmorsaal, Terrassenbalustrade                                               |
|      |    | w | Julia Humpfer (JuliaH)                     |                   | Hirschkopf mit Federkragen, Wandmalerei (Mural) | Stuttgart-Mitte, Eberhardstraße 18, Rückfront, rechts neben Haus Geißstraße 15                               |
|      |    | s | Peter Jacobi (* 1935)                      | 1986–1989         | Resurrection, Cortenstahl #Plastik 1989, #Bestand 1992 | Stuttgart-Stammheim, Marco-Polo-Weg 2                                                                        |
|      |    | s | jangled nerves                             | 2011              | Logo des Linden-Museums, Edelstahl, Durchmesser 300 cm | Stuttgart-Mitte, Hegelplatz 1, Linden-Museum                                                                 |
|      |    | w | Kevin Kandetzki (Sokar uno)                | 2014              | Weiblicher Torso und Vogel, Wandmalerei (Mural) | Stuttgart-Mitte, Eberhardstraße 18, Rückfront, rechts neben Haus Geißstraße 15                               |
|      |    | s | Hermann Kerkhoff (* 1955)                  | 1987              | Prisoniero, 2 Teile, Stahl #Plastik 1988, #Bestand 1992 | Stuttgart-Obertürkheim, Uhlbacher Straße 7, Park vor Villa Kayser                                            |
|      | d  | s | Gustav Adolph Kietz                        | 1878              | Franz-Schubert-Denkmal, Marmorbüste auf Postament | Stuttgart-West, Berliner Platz 1, Liederhalle                                                                |
|      | d  | s | Emil Kiemlen                               | 1900              | Johann-Georg-Fischer-Denkmal, Bronzebüste auf Steinstele | Stuttgart-West, Hasenbergsteige 17/19, Hasenberganlagen                                                      |
|      |    | s | Per Kirkeby                                | 1986–1987         | Ohne Titel (Backsteinturm) | Stuttgart-Mitte, Konrad-Adenauer-Straße 12–14, Haus der Abgeordneten                                         |
|      | d  | s | Elke Krämer (* 1941)                       | 1989              | Thaddäus-Troll-Denkmal, Entaklemmer mit zwei Enten nach der Komödie „Der Entaklemmer“ von Thaddäus Troll, Bronze und Cannstatter Travertin | Stuttgart-Bad Cannstatt, Thaddäus-Troll-Platz, Badstraße 58                                                  |
|      |    | s | Mischa Kuball                              | 2009              | Meteorit, Hohlobjekt mit Innenbeleuchtung, 300 × 400 cm | Stuttgart-Möhringen, Schelmenwasenstraße 15, EnBW City                                                       |
|      |    | s | Horst Kuhnert                              | 1982              | Kommunizierende Gruppierung 82, sieben Stelen, Polyester (Fiberglas) weiß lackiert #Plastik 1983, #Bestand 1992, Stuttgarter Nachrichten vom 25. August 2014, S. II | Stuttgart-West, Bismarckstraße 30, Bismarckplatz                                                             |
|      |    | s | Hans-Jörg Limbach (1928–1990)              | 1980              | Denkpartner, Bronze, 270 × 220 × 125 cm | Stuttgart-Mitte, Börsenplatz                                                                                 |
|      |    | r | Alfred Lörcher                             | 1957              | Musikanten, Wandrelief-Triptychon, weißer Carrara-Marmor, je 169,3 × 45,5 cm #Brehler 2006, Abbildung 127, Seite 150, #Grüterich 1976, Seite 236, Nummer R41 | Stuttgart-West, Berliner Platz 1, Schloßstraße, Liederhalle                                                  |
|      |    | s | Freya Lorenz (* 1960)                      | 1997              | Der besinnliche Mann und das kleine Mädchen, Bronze, lebensgroß | Stuttgart-Mitte, Danneckerplatz                                                                              |
|      | b  | s | Hans Madinger                              |                   | Titel unbekannt, Brunnen, Edelstahl | Stuttgart-West, Gutenbergstraße 21, Wüstenrot & Württembergische                                             |
|      | p  | s | Traugott Joachim Mall                      | 2007              | Rössle-Parade 2007: extend-Rössle | Stuttgart-Mitte, Kronprinzstraße 8, Baden-Württembergische Bank                                              |
|      |    | s | Guido Messer                               | 1981              | Der Gast, Bronze #Plastik 1982, #Bestand 1992 | Stuttgart-Obertürkheim, Uhlbacher Platz 4, vor dem Weinbaumuseum                                             |
|      |    | s | Guido Messer                               | 1986              | Manus manum lavat, Bronze, Eisentische, Farbe #Plastik 1988, #Bestand 1992 | Stuttgart-Degerloch, Hoffeldstraße 215, Lothar-Christmann-Haus                                               |
|      |    | s | Guido Messer                               | 1989              | Der Ausländer, Bronze, lebensgroß #Küster 2006, Seite 241 | Stuttgart-Obertürkheim, Göppinger Straße 25                                                                  |
|      |    | s | Ottmar Mohring                             | 1972/1973         | Vegetativ Marmor, Marmor | Stuttgart-West, Bismarckplatz 3                                                                              |
|      |    | s | Ottmar Mohring                             | 1977/1978         | Cosmic XVIII, Marmor #Plastik 1982, #Bestand 1992 | Stuttgart-Feuerbach, Wilhelm-Geiger-Platz 10                                                                 |
|      |    | s | Mariella Mosler (* 1962)                   | 2004              | Roter Baum, lackierte Bronze, Edelstahl #Küster 2006, Seite 241 | Stuttgart-Mitte, Konrad-Adenauer-Straße 2, Stadtmuseum Stuttgart                                             |
|      | d  | s | Paul Müller                                | 1881              | Eberhardsgruppe, Graf Eberhard im Bart, mit dem Kopf auf dem Schoß eines Untertanen liegend, nach dem Gedicht „Der reichste Fürst“ von Justinus Kerner, Marmor, 350 × 500 cm | Stuttgart-Mitte, Oberer Schlossgarten, John-Cranko-Weg                                                       |
|      |    | s | Reinhold Georg Müller                      | 1979              | Durch die Mange, Marmor, Edelstahl #Gohl 2010, Seite 53 | Stuttgart-Ost, Neckarstraße 155, Altes Arbeitsamt                                                            |
|      |    | s | Reinhold Georg Müller                      | 1981/1982         | Quetschung, Treuchtlinger Juramarmor, Edelstahl #Hannemann 1982 | Stuttgart-Möhringen, Filderbahnstraße 29/1                                                                   |
|      |    | s | Josef Nadj                                 | 1987              | Liegende Figuration, Gertelbacher Granit #Gohl 2010, Seite 60, #Plastik 1992, #Bestand 1992 | Stuttgart-Ost, Lukasplatz                                                                                    |
|      |    | s | Josef Nadj                                 | 1990              | Waldseer Figuration (mit zwei Summlöchern nach Sebastian Kneipp wie in Bad Waldsee), Kersantit #Plastik 1992, #Bestand 1992 | Stuttgart-West, Leipziger Platz 2, obere Grünanlage                                                          |
|      |    | s | Max Natter (1880–?)                        | 1919              | Kruzifix, Hochkreuz, Stein #Merz 1919 | Stuttgart-Degerloch, Waldfriedhof, Wiese hinter der Feierhalle                                               |
|      |    | s | Carsten Nicolai                            | 2006              | Polylit, Spionspiegelglas, Stahlkonstruktion, Höhe knapp 10 Meter | Stuttgart-Mitte, Kleiner Schlossplatz, Kunstmuseum Stuttgart                                                 |
|      |    | s | NN                                         |                   | Abstrakte Skulptur, Edelstahl | Stuttgart-Nord, Ehmannstraße 80–82, Deutsche Post                                                            |
|      | b  | s | NN                                         |                   | Bopserbrunnen mit klassizistischem Rundpavillon, 1991, Brunnenschale aus Cannstatter Travertin von 1940 #Petzold 1989, Seite 81–82 | Stuttgart-Süd, Bopseranlage                                                                                  |
|      | d  | s | NN                                         |                   | Bopsergedenkstein, Sandsteinpfeiler mit zwei bronzenen Erklärungstafeln zum Bopser und dem Bopserbrünnele | Stuttgart-Süd, Bopseranlage, beim Bopserbrunnen                                                              |
|      | b  | s | NN                                         |                   | Christophorus-Brunnen, Bronze | Stuttgart-Süd, Eierstraße 61                                                                                 |
|      |    | s | NN                                         |                   | Drei nackte Buben mit Füllhorn und Ährenbündel | Stuttgart-Bad Cannstatt, Mergentheimer Straße 5, Kurpark, Spielplatz                                         |
|      | b  | s | NN                                         | 1912 (?)          | Ehmann-Brunnen, Brunnentrog und Brunnenstock aus Sandsteinmauerwerk, 2014 nach Karl Ehmann und Hermann Ehmann benannt, zwei Pionieren der württembergischen Wasserversorgung | Stuttgart-Degerloch, Jahnstraße / Königsträßle                                                               |
|      | bv | r | NN                                         |                   | Eugen-Denneler-Brunnen am westlichen Anfang des Rennwegs auf der Wangener Höhe. Der frühere Waldstücklesbrunnen wurde 2014 zu Ehren von Eugen Denneler, dem Initiator der Wasserversorgung auf der Wangener Höhe, in Eugen-Denneler-Brunnen umbenannt. Einer von 16 Ventilbrunnen ähnlicher Bauart in Stuttgart, siehe Ventilbrunnen. | Stuttgart-Hedelfingen, Rennweg                                                                               |
|      |    | s | NN                                         |                   | Frau mit Taube, Bronze | Stuttgart-Vaihingen, Dürrlewangstraße 20, Schönbuchschule, Schulhof                                          |
|      | d  | r | NN                                         | 1930              | Gedenktafel zur Neckarregulierung und dem 25-jähriges Jubiläum der Vereinigung von Cannstatt und Stuttgart im Jahr 1930, Inschrift und Ansicht von Wilhelmsbrücke und Stadtkirche, Bronze | Stuttgart-Bad Cannstatt, Wilhelmsbrücke, Brückenkopf                                                         |
|      |    | s | NN                                         | 2./3. Jahrhundert | Deckel eines römischen Grabmlsaus Bad Cannstatt mit liegendem Löwen, Replikat | Stuttgart-Bad Cannstatt, Thaddäus-Troll-Platz, Marktstraße 71, Weinstube Klösterle                           |
|      |    | s | NN                                         | 2./3. Jahrhundert | Grabstein des Römers Ingenus aus Bad Cannstatt, versenktes Relief eines auf einer Liege ruhenden Manns, dem ein Diener einen Trank reicht, Replikat | Stuttgart-Bad Cannstatt, Thaddäus-Troll-Platz, Marktstraße 71, Weinstube Klösterle                           |
|      | d  | s | Otto Heim                                  | 1956              | Philipp-Matthäus-Hahn-Denkmal, Weltkugel, Bronze, Sockel und Porträtrelief von Hahn, Bronze, Marmor | Stuttgart-West, Berliner Platz, Schloßstraße 51, Liederhalle                                                 |
|      |    | s | NN                                         | 2./3. Jahrhundert | Unterweltsgöttin Herecura, römische Friedhofsskulptur aus Bad Cannstatt, Replikat | Stuttgart-Bad Cannstatt, Thaddäus-Troll-Platz, Marktstraße 71, Weinstube Klösterle                           |
|      |    | s | NN                                         |                   | Herkules mit Keule und Löwenfell bezwingt den Höllenhund Zerberus, Stein | Stuttgart-Süd, Bopserwaldstraße 3                                                                            |
|      | b  | s | NN                                         | 1870              | Klösterlebrunnen, Thaddäus-Troll-Brunnen oder Behr-Brunnen (bei der Weinstube Klösterle), reich verzierter Trog und pfeilerartiger Brunnenstock, Gusseisen #Böhm 2004, Seite 70, #Hofmeister 1987, Seite 180 | Stuttgart-Bad Cannstatt, Thaddäus-Troll-Platz, Marktstraße 71, Weinstube Klösterle                           |
|      | d  | r | NN                                         | 1918+             | Kriegerdenkmal Alte Kirche Hedelfingen | Stuttgart-Hedelfingen, Amstetter Straße 7, Alte Kirche Hedelfingen                                           |
|      | d  | r | NN                                         | 1918+             | Kriegerdenkmal Michaelskirche Wangen | Stuttgart-Wangen, Im Kirchweinberg 2, Michaelskirche Wangen                                                  |
|      |    | s | NN                                         |                   | Leere Kabeltrommel | Stuttgart-Mitte, Willi-Bleicher-Straße 20, Gewerkschaftshaus / DGB-Haus                                      |
|      |    | s | NN                                         |                   | Mammutknochenreplikate nach Fundstücken von Ausgrabungen im Kurpark Bad Cannstatt aus dem Jahr 1700, Stoßzahn, Oberkieferbackenzahn und Schienbein eines Mammuts, vandalisiert (August 2014) | Stuttgart-Bad Cannstatt, Ganzhornanlage, Taubenheimstraße 37                                                 |
|      | d  | s | NN                                         |                   | Büste von Kardinal József Mindszenty, Bronze | Stuttgart-Ost, Albert-Schäffle-Straße 30, Bruder-Klaus-Kirche                                                |
|      |    | m | NN                                         | 1912–1913         | Mosaikteppich | Stuttgart-Süd, Weißenburgpark, Marmorsaal, Terrasse                                                          |
|      |    | s | NN                                         | 1912–1913         | Ägyptisierendes Palmwedelkapitell der Frühlingssäule #Breuer 1985, Seite 10 | Stuttgart-Süd, Weißenburgpark, Marmorsaal, Frühlingssäule                                                    |
|      | p  | s | NN                                         | 2007              | Rössle-Parade 2007: Barcode | Stuttgart-Bad Cannstatt, Bottroper Straße 42, Freie Kunstschule Stuttgart                                    |
|      | p  | s | NN                                         | 2007              | Rössle-Parade 2007: Bits_le | Standort unbekannt                                                                                           |
|      | p  | s | NN                                         | 2007              | Rössle-Parade 2007: Feuersee-Rössle | Standort unbekannt                                                                                           |
|      | p  | s | NN                                         | 2007              | Rössle-Parade 2007: Feuersee-Rössle | Standort unbekannt                                                                                           |
|      | p  | s | NN                                         | 2007              | Rössle-Parade 2007: „Freie Kunstschule Stuttgart“ | Stuttgart-Bad Cannstatt, Bottroper Straße 42, Freie Kunstschule Stuttgart                                    |
|      | p  | s | NN                                         | 2007              | Rössle-Parade 2007: Gruß an Stuttgart. Das Rössle ist mit Versen des Gedichts „Gruß an Stuttgart“ von Karl von Gerok beschriftet. | Stuttgart-Mitte, Willi-Bleicher-Straße 19, Parkplatz beim Haus der Wirtschaft                                |
|      | p  | s | NN                                         | 2007              | Rössle-Parade 2007: Vorfreude | Standort unbekannt                                                                                           |
|      | p  | s | NN                                         | 2007              | Rössle-Parade 2007: Zebra | Stuttgart-Bad Cannstatt, Bottroper Straße 42, Freie Kunstschule Stuttgart                                    |
|      | p  | s | NN                                         | 2007              | Rössle-Parade 2007: Titel unbekannt | Stuttgart-West, Seidenstraße 34, Maritim Hotel                                                               |
|      | p  | s | NN                                         | 2007              | Rössle-Parade 2007: Titel unbekannt | Stuttgart-Mitte, Konrad-Adenauer-Straße 16, Haus der Geschichte                                              |
|      |    | s | NN                                         | 1912–1913         | Satyrmasken und Fruchtgirlanden am Postament der Frühlingssäule, Travertin #Breuer 1994, Seite 47–48 | Stuttgart-Süd, Weißenburgpark, Marmorsaal, Frühlingssäule                                                    |
|      |    | s | Hanne Schorp-Pflumm                        | 1978              | St. Florian, Bronze | Stuttgart-West, Gutenbergstraße 14, Wüstenrot & Württembergische                                             |
|      | d  | s | NN                                         |                   | Robert-Stolz-Denkmal, Bronzebüste auf Marmorpostament | Stuttgart-Bad Cannstatt, Kleiner Kursaal, Kurpark                                                            |
|      |    | s | NN                                         |                   | Ultreia, Zum wahren Jakob, Wirtshausschild. | Stuttgart-Degerloch, Löwenstraße 61                                                                          |
|      |    | r | NN                                         |                   | Weinhändler auf dem Ochsenkarren, römisches Relief in Römischen Museum Augsburg, Replikat | Stuttgart-Bad Cannstatt, Taubenheimstraße 31, Ganzhornanlage                                                 |
|      |    | s | Fritz Nuss                                 |                   | Liegende, Bronze | Stuttgart-West, Senefelderstraße 51, Gesundheitsamt (Hof)                                                    |
|      |    | r | Fritz Nuss                                 | 1956              | Musikanten, 4 ägyptisierende Reliefs am Haupteingang, Bronze #Brehler 2006, Abbildung 131, Seite 151 | Stuttgart-West, Berliner Platz 1, Liederhalle                                                                |
|      | bd | s | Fritz Nuss                                 | 1962              | Elly-Heuss-Knapp-Brunnen, Skulptur mit drei lesenden Frauen, rechteckiges Brunnenbecken, Denkmal für Elly Heuss-Knapp, Gründerin des Müttergenesungswerks und Frau des ersten Bundespräsidenten Theodor Heuss, Skulptur aus Bronze auf Schwarzwälder Granit. Spätestens 2012 wurde der Brunnen aus Kostengründen stillgelegt. #Petzold 1989, Seite 56 | Stuttgart-Süd, Silberburganlage (oder Mörikeanlage)                                                          |
|      | b  | s | Karl-Ulrich Nuss                           | 1985/1986         | Storchenbrunnen, Metallguss #Petzold 1989, Seite 79 | Stuttgart-Untertürkheim, Leonhard-Schmidt-Platz, Bahnhofsvorplatz                                            |
|      |    | s | Karl-Ulrich Nuss                           | 2001              | Generationenhaus Heslach | Stuttgart-Süd, Gebrüder-Schmid-Weg 13                                                                        |
|      |    | s | Manolo Paz (* 1957)                        | 1987              | Condenor, Granit | Stuttgart-Mitte, Börsenplatz                                                                                 |
|      |    | s | Heinz L. Pistol                            | 1991              | Organisch-Kugel, Cannstatter Travertin #Plastik 1991, #Bestand 1992 | Stuttgart-Untertürkheim, Heppacher Straße 14, Runkelinskelter                                                |
|      |    | s | Werner Pokorny                             | 2004              | Haus mit Rippen III, Cortenstahl, 170 × 300 × 240 cm | Stuttgart-Mitte, Kleiner Schlossplatz, Galerie Schlichtenmaier                                               |
|      |    | s | Werner Pokorny                             |                   | Titel unbekannt, Cortenstahl #Plastik 1989, #Bestand 1992 | Stuttgart-Hedelfingen, Dürrbachstraße 81                                                                     |
|      |    | s | Walter Rempp (* 1941)                      | 1980              | Große Badende, Bronze, Höhe 180 cm #Küster 2006, Seite 241 | Stuttgart-West, Feuerseeplatz 14                                                                             |
|      | b  | s | Otto Rieth (1858–1911)                     | 1890              | Galateabrunnen mit Bronzefigur der Galatea | Stuttgart-Mitte, Eugensplatz                                                                                 |
|      |    | s | Christa Roesner-Drenhaus (* 1926)          | 1985              | Der Schritt ins Freie, Stahl #Plastik 1985, #Bestand 1992 | Stuttgart-Mitte, Stadtgarten, Josef-von-Egle-Weg, Hochschule für Technik, Bau 1                              |
|      | d  | s | Wilhelm Rösch                              | 1882              | Hauff-Denkmal, überlebensgroße Bronzebüste von Wilhelm Hauff auf Sandsteinpostament, Höhe 500 cm | Stuttgart-West, Hasenbergsteige 94, Hasenberganlagen                                                         |
|      | d  | r | Wilhelm Rösch                              | 1885              | Denkmal für Julius Haidlen (1818–1883), Gründer des Verschönerungsvereins Stuttgart, bronzenes Brustbildrelief von Wilhelm Rösch, Gedenkstein von Christian Friedrich von Leins | Stuttgart-West, Silcherstraße 5–7, Seidenanlage                                                              |
|      |    | s | Sachse und Rothmann                        | 1912–1913         | Ziergitter mit Reliefmedaillons mit Blumenkorb #Michel 1914, Seite 138 | Stuttgart-Süd, Weißenburgpark, Terrasse über dem Marmorsaal                                                  |
|      |    | s | Hans Sailer (* 1948)                       | 1983              | Für Hölderlin, roter Maulbronner Sandstein #Plastik 1988, #Bestand 1992 | Stuttgart-Wangen, Kirchweinberg 43                                                                           |
|      |    | s | Reinhard Scherer                           | 1982              | Kopf, Stahl #Plastik 1982, #Bestand 1992 | Stuttgart-Stammheim, Solitudeallee 162, Turn- und Versammlungshalle                                          |
|      |    | s | Reinhard Scherer                           | 1983              | Große Rotierende | Stuttgart-Zuffenhausen, Hohensteinstraße 25, Robert-Bosch-Schule                                             |
|      |    | s | Reinhard Scherer                           | 1984              | Gebogene, Eisen massiv #Plastik 1986, #Bestand 1992 | Stuttgart-Möhringen, Filderbahnplatz 23                                                                      |
|      |    | s | Reinhard Scherer                           | 1988              | Raumfassung, Cortenstahl | Stuttgart-Nord, Nordbahnhofstraße 201, Lotto Baden-Württemberg                                               |
|      |    | s | Reinhard Scherer                           | 1989              | Struktur, Cortenstahl | Stuttgart-Vaihingen, Universitätsstraße 34, Commundo Tagungshotel                                            |
|      |    | s | Karl-Ludwig Schmaltz                       | 1986              | Himmelspyramiden oder Himmelspyramide alpha, Edelstahl, fünfteilig, Höhe bis zu 16 Meter | Stuttgart-West, Seidenstraße 23 48.780165,9.165809                                                           |
|      |    |   | Hans Schmidt                               | 1903              | Tor des 1903 erbauten Verwaltungsgebäudes der Allgemeinen Rentenanstalt in der Tübinger Straße 26 in Stuttgart. Das Gebäude wurde 1944 im Zweiten Weltkrieg zerstört, das Tor wurde gerettet und vor einem Gebäude der Versicherung Württembergische & Wüstenrot in Stuttgart in der Rotebühlstraße 70 aufgestellt. Entwurf: Hans Schmidt, Ausführung: Jakob Horlacher. Inschrift auf der Rückseite: „Hans Schmidt hat’s erdacht – Jakob Horlacher hat’s gemacht“. #Rundschau 1905, Tafel 75, Hinweistafel beim Tor. | Stuttgart-West, Rötebühlstraße 70                                                                            |
|      |    | s | Jo Schöpfer                                | 1984              | Ohne Titel (Steinpfostenquader), Kunststein #Plastik 1986, #Bestand 1992 | Stuttgart-Bad Cannstatt, Taubenheimstraße 45, Ganzhornanlage                                                 |
|      |    | w | Schüler                                    |                   | Bemalte Fliesenwand | Stuttgart-Bad Cannstatt, Wildbader Straße 10, Kurpark, Spielplatz                                            |
|      |    | w | Schüler                                    |                   | Bemalte Fliesenwand | Stuttgart-Bad Cannstatt, Wildbader Straße 10, Kurpark, Spielplatz                                            |
|      |    | w | Schüler                                    |                   | Bemalte Fliesenwand | Stuttgart-Bad Cannstatt, Wildbader Straße 10, Kurpark, Spielplatz                                            |
|      |    | w | Schüler                                    |                   | Bemalte Fliesenwand | Stuttgart-Bad Cannstatt, Wildbader Straße 10, Kurpark, Spielplatz                                            |
|      |    | s | Schüler                                    | 2001              | Rostmann | Stuttgart-Ost, Wagenburgstraße 30, Wagenburg-Gymnasium                                                       |
|      |    | s | Michael Schützenberger (* 1959)            | 1989              | Orpheus & Eurydike | Stuttgart-Süd, Möhringer Straße 56, Erwin-Schoettle-Platz                                                    |
|      |    | s | Karl-Henning Seemann                       | 1971/1972         | Reiterkampf spielende Jungen, Bronze #Plastik 1983, #Bestand 1992 | Stuttgart-Hedelfingen, Amstetter Straße 13, Bezirksamt                                                       |
|      |    | s | Wolfgang Seitz                             | 1984              | Minotaurus, rostiger Stahl, überlebensgroß. #Küster 2006, Seite 24 | Stuttgart-Mitte, Friedrichstraße 27, Palast der Republik                                                     |
|      |    | s | Peter Sonder (* 1931)                      | 1987/1988         | Verschlingung, Teil einer doppelstämmigen Weide | Stuttgart-Münster, Austraße 187, U-Bahn-Haltestelle Elbestraße                                               |
|      |    | s | Peter Sonder (* 1931)                      | 1987/1988         | Münstermer Mönch oder Der Mönch von Münster, Bronze | Stuttgart-Münster, Jagststraße 15, alter Pfarrgarten                                                         |
|      |    | w | David Stegmann                             | 2014              | Turm des Wissens, Wandmalerei (Mural), 2,50 × 25 Meter | Stuttgart-West, Forststraße 17, Schul- und Vereinsbad Stuttgart West                                         |
|      |    | s | Ursula Stock                               | 1972              | Stützmauerrelief, Beton bemalt, Länge 30 m | Stuttgart-Hedelfingen, Tiefenbachstraße 66A, Tiefenbachschule                                                |
|      |    | s | Ursula Stock                               | 1973              | Edelstahl-Stele, Edelstahl bemalt, Höhe 400 cm | Stuttgart-Ost, Gablenberger Weg 25, Fuchsrainschule                                                          |
|      |    | s | Ursula Stock                               | 1974              | Stützmauerrelief, Beton bemalt, Höhe etwa 200 cm | Stuttgart-Hedelfingen, Tiefenbachstraße 70, Kindertagesstätte Rohracker                                      |
|      |    | s | Ursula Stock                               | 1983              | Vier Jahreszeiten, Sandstein, Steinguss, Höhe 80 cm (ohne Sockel) #Plastik 1992, #Bestand 1992 | Stuttgart-Untertürkheim, Widdersteinstraße 1                                                                 |
|      | d  | s | Daniel Stocker                             | 1905              | Friedrich-List-Denkmal, Bronzebüste auf Steinpostament | Stuttgart-Süd, Etzelstraße 7, Bopseranlage                                                                   |
|      |    | s | Mark di Suvero                             | 1987–1988         | Lobotchevsky, Stahl, roter Schutzanstrich, 810 cm #Küster 2006, Seite 207–209 | Stuttgart-Mitte, Rotebühlplatz 28, Volkshochschule Stuttgart                                                 |
|      |    | s | Wolfgang Thiel                             | 1989              | Recamier, Installation mit farbigen Keramikplatten, 230 × 40 × 280 cm | Stuttgart-Degerloch, Löffelstraße 5, Unterführung der U-Bahn-Station Degerloch                               |
|      |    | s | Wolfgang Thiel                             | 1991–1996         | Drei Mädchen eine ansteckende Krankheit verbreitend (Volksmund: „Die drei Weiber“, „Die drei Grazien“), Installation mit farbigen Keramikplatten, 420 × 400 × 300 cm | Stuttgart-Degerloch, Löffelstraße 5, Unterführung der U-Bahn-Station Degerloch                               |
|      |    | s | Hans Uhlmann                               | 1961              | Aggression I, Messing dunkel patiniert, 450 × 400 cm #Küster 2006, Seite 210–213 | Stuttgart-Mitte, Stadtgarten, Holzgartenstraße 16, Universitätsbibliothek                                    |
|      |    | s | Herbert Volz                               | 1987              | Die 4 Farben des Kantenspektrums, sich gegenüberstehend, Sichtbeton, Farbe #Gohl 2010, Seite 61, #Plastik 1987, #Bestand 1992 | Stuttgart-Ost, Stuifenstraße 4                                                                               |
|      |    | s | Klaus Wagner (1956–2005)                   | 2004              | Stahlskulptur | Stuttgart-Mitte, Stadtgarten, Josef-von-Egle-Weg, Hochschule für Technik, Bau 1                              |
|      |    | s | Friederich Werthmann                       | 1972              | Diabolo, Cortenstahl, Höhe etwa 300 cm | Stuttgart-Ost, Werderstraße 66, Karl-Olga-Hospital                                                           |
|      |    | s | Gertrud Angelika Wetzel                    | 1971              | Antiker Torso, Eternit #Plastik 1982, #Bestand 1992 | Stuttgart-Bad Cannstatt, Wildbader Straße 10, Kurpark                                                        |
|      | d  | s | Markus Wolf                                | 2002              | Heuss-Gedenktafel, Bronze. In dem Haus Löwenstraße 86 wohnte das Ehepaar Elly Heuss-Knapp und Theodor Heuss von 1945 bis zur Wahl von Heuss zum ersten Bundespräsidenten 1949. | Stuttgart-Degerloch, Löwenstraße 86                                                                          |
|      | d  | s | Markus Wolf                                | 2004              | Nachbildung eines historischen Grenzsteins zwischen Stuttgart und Gaisburg aus rotem Killesberger Schilfsandstein. Foto oben: Hinweistafel. #Gohl 2010, Seite 40 | Stuttgart-Ost, Klingenstraße 107                                                                             |
|      | d  | r | Markus Wolf                                | 2011              | Silberburg-Gedenktafel, Bronze. Relief der ehemaligen Silberburg und Inschrift: „Hier in der ehemaligen Restauration Silberburg wurde am 15. Juli 1861 der Verein für die Verschönerung der Stadt Stuttgart und ihrer Umgebung gegründet.“ | Stuttgart-Süd, Silberburganlage (oder Mörikeanlage)                                                          |
|      | b  | s | Josef Zeitler                              | 1905/1906         | Puttenbrunnen mit reigentanzenden Putten auf einer Weltkugel im Vorhof der Heusteigschule in Stuttgart. #Breuer 2001, Seite 151–152 | Stuttgart-Süd, Heusteigstraße 97                                                                             |
|      | b  | s | Josef Zeitler                              | 1909              | Hans-im-Glück-Brunnen am Geißplatz in Stuttgart. #Böhm 2004, Seite 16–18, #Kienzle 2009, Seite 36–37, #Petzold 1989, Seite 86 | Stuttgart-Mitte, Geißplatz                                                                                   |
|      | b  | s | Josef Zeitler                              | 1914              | Jungfrau mit den Tränenschalen, Brunnenskulptur an der Rückseite der Feierhalle des Stuttgarter Waldfriedhofs, Kupfer, lebensgroß. #Brunnen 2014 | Stuttgart-Degerloch, Waldfriedhof, Feierhalle                                                                |
|      | b  | s | Josef Zeitler                              | 1945              | Bienenbrunnen (Genossenschaftsbrünnele, Bienenkorbbrünnele) aus Travertin am Rennweg in Stuttgart-Wangen. Rechtwinklige Eckmauer mit bienenkorbförmigem Brunnentrog, Brunnenstock mit Bienenkorb als Brunnenskulptur. Die früher den Bienenkorb umschwärmenden Bienen aus Bronze sind verschwunden. #Böhm 2004, Seite 81, #Petzold 1989, Seite 73, #Hofmeister 1987, Seite 205 | Stuttgart-Hedelfingen, Rennweg                                                                               |
|      | b  | s | Josef Zeitler                              | 1949              | Burgbrünnele (auch Faunbrünnele) am Ende des Rennweges in Stuttgart-Wangen am westlichen Rand der ehemaligen Burg Hedelfingen. Konkav geschwungene Mauer mit quaderförmigem Brunnenstock und halbkugelförmigem Brunnentrog, Bekrönung des Brunnenstocks ist eine liegende Flötenspielerputte mit Bocksbeinen. #Böhm 2004, Seite 81, #Hofmeister 1987, Seite 204 | Stuttgart-Hedelfingen, Rennweg                                                                               |
|      | b  | s | Hermann Christian Zimmerle (1921–1995)     | 1980              | Heslacher Hocker, Brunnen, Stein | Stuttgart-Süd, Erwin-Schoettle-Platz                                                                         |
|      | d  | s | Hermann Christian Zimmerle (1921–1995)     | 1991              | Denkmal für König Wilhelm II. von Württemberg | Stuttgart-Mitte, Konrad-Adenauer-Straße 2, Wilhelmspalais                                                    |
|      |    | s | Eva Zippel                                 | 1951              | Totenengel, Wandrelief, Sandstein, 113 × 89 cm | Stuttgart-Ost, Cottastraße / Heusteigstraße, Fangelsbachfriedhof, Vorhalle der Leichenhalle                  |
|      |    | s | Eva Zippel                                 | 1961              | Vater und Sohn oder Christophorus, Muschelkalk (Kernbank), Höhe 290 cm #Gohl 2010, Seite 67 | Stuttgart-Ost, Ameisenbergstraße 2, Ameisenbergschule                                                        |
|      |    | s | Eva Zippel                                 | 1961–1975         | Sitzende Figur, Bronze, 140 × 100 cm | Stuttgart-Mitte, Marstallstraße 3, Deutsche Bundesbank, Dachterrasse                                         |
|      | d  | s | Eva Zippel                                 | 1979              | Mahnmal für die Toten des Zweiten Weltkriegs, roter Sandstein, Ausführung: Jörg Failmezger | Stuttgart-Degerloch, Waldfriedhof                                                                            |
|      |    | s | Beat Zoderer                               | 2003              | Verschachtelung, 7 farbige, ineinander verzahnte und nachts beleuchtete Stahlblechquader, Höhe 12 Meter | Stuttgart-Degerloch, Löffelstraße 4, IKB-Bank                                                                |

## Ausstellungsreihe „Plastik im Freien“

### Bundesgartenschau 1977
Zur Bundesgartenschau 1977 in Stuttgart fand die Begleitausstellung „Kunst im Stadtbild – Stuttgart 1977“ statt. Im Schlossgarten, auf dem Schlossplatz und in der Königstraße wurden Werke von 23 Bildhauern ausgestellt. „Durch Vandalismus war leider eine größere Zahl von Beschädigungen zu verzeichnen“. Aus diesem Grund legte die Stadt „eine mehrjährige Denkpause“ in ihrer Bemühung ein, zeitgenössische Kunst öffentlich zu präsentieren.

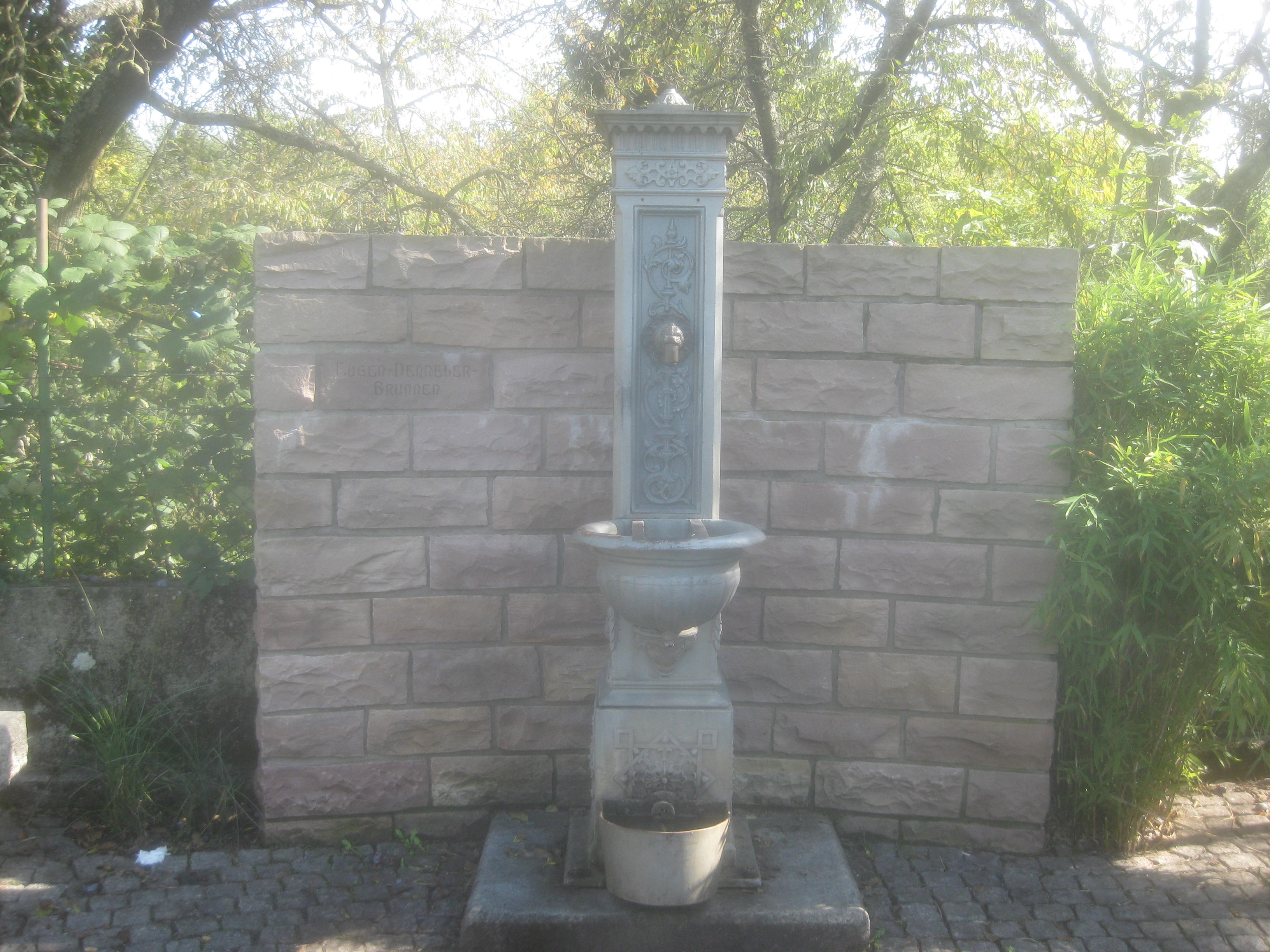
Eugen-Denneler-Brunnen, ein Ventilbrunnen.

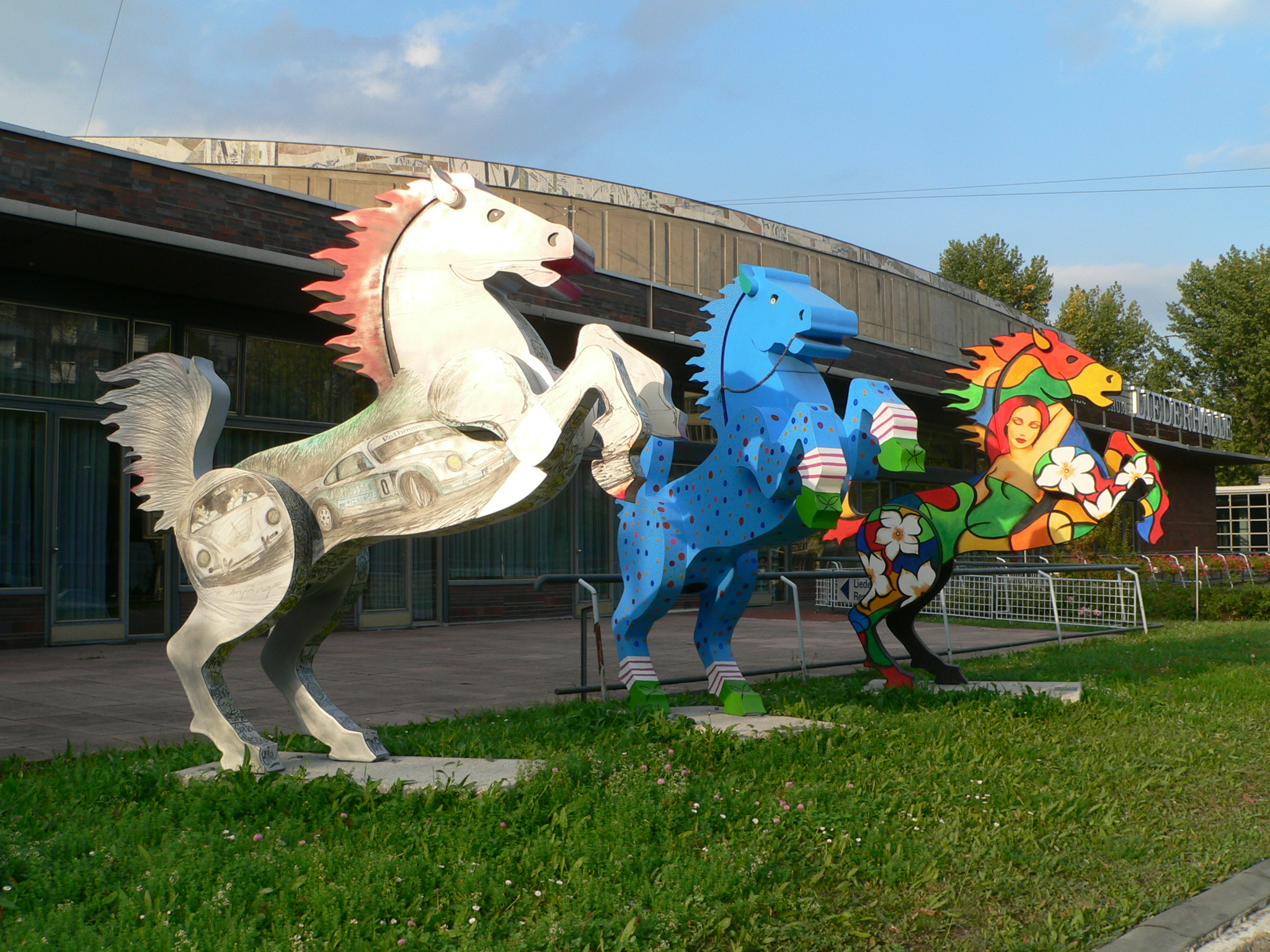
Rössle-Parade 2007: PS-Rössle, Kleiner Onkel, Color for Spirit vor der Liederhalle (2007).

### Ausstellungsreihe
1982 wurde die Ausstellungsreihe „Plastik im Freien“ von der Stadt ins Leben gerufen. Zur Förderung von Bildhauern aus Stuttgart und Umgebung wurden bis 1992 jährlich Werke von fünf bis acht Künstlern dezentral in den Stadtbezirken ausgestellt. Die Reihe hatte darüber hinaus den Zweck, die „Bürger in einer Art Basisarbeit an zeitgenössische Kunst außerhalb der Schwelle von Museen heranzuführen“. Ein Jahr nach der Aufstellung der Werke entschied die Stadt über den Ankauf ausgewählter Werke. „Sehr erfreulich war, dass kaum Beschädigungen zu verzeichnen waren.“
Von 1983 bis 1990 wurden so rund 70 % der aufgestellten Werke von der Stadt erworben. Ab 1991 wurden „mangels Haushaltsmitteln“ keine Werke mehr angekauft. Schließlich wurde die Ausstellungsreihe 1993 eingestellt. Seitdem hat sich die Stadt nicht mehr für die gezielte und regelmäßige Förderung von Bildhauern engagiert.

### Ausstellungskataloge
Zu den jährlichen Ausstellungen erschien jeweils ein Katalog. Der erste Katalog für 1982/83 hieß noch „Plastik im Freiraum“, alle folgenden trugen den Titel „Plastik im Freien“. Die erste Ausgabe wurde von Dieter Hannemann (1935–1983), dem Geschäftsführer des Künstlerbundes Baden-Württemberg herausgegeben. Nach Hannemanns Tod 1983 übernahm der Bildhauer Reinhold Georg Müller die Herausgabe. Im elften und letzten Katalog schrieb Müller:
„Zeiten, in denen Kunst und Kultur solcherart den eingeschränkten finanziellen Möglichkeiten zum Opfer fallen, können meiner Ansicht nach nur intolerant, barbarisch und feindlich werden.“

## Ventilbrunnen
In Stuttgart stehen 16 gusseiserne Brunnen ähnlicher Bauart. Der Brunnenstock ist als Vierecksäule mit ornamentalen Reliefs ausgebildet, an der der Wasserhahn und der waschbeckenartige Trog befestigt sind.
In der Liste sind die Ventilbrunnen in Spalte 1 mit bv gekennzeichnet.

## Rössle-Parade 2007
Im Jahr 2007 wurde Stuttgart als „Europäische Sporthauptstadt 2007“ ausgezeichnet. Aus diesem Anlass wurde eine „Rössle-Parade“ nach dem Vorbild der Tierparaden veranstaltet, die seit 1998 bereits in vielen Städten stattgefunden hatten. Das Rössle, ein springendes Pferd, ist das Wahrzeichen der Stadt und ihr Wappentier.
Viele der 255 Zentimeter hohen Rössle finden sich noch heute im Stadtbereich. In der Liste sind sie in Spalte 1 mit p (wie Parade) gekennzeichnet.

## Inter Kultur Foto Art Stuttgart / Paris 2014
Vom 10. Oktober bis zum 10. November 2014 fand im Rahmen der 15. Französischen Wochen 2014 eine deutsch-französische Fotoausstellung („Foto-Parcours“) im öffentlichen Raum statt. Die Ausstellung Inter Kultur Foto Art Stuttgart / Paris zeigte zwischen dem Marienplatz und dem Erwin-Schoettle-Platz im Stuttgarter Stadtteil Heslach auf großformatigen Postern auf PVC-Planen ausgewählte Werke von zwei deutschen und drei französischen Fotokünstlern. Das Hauptanliegen der Veranstalter war es, „Fotografie in den Alltag eines Stadtviertels zu bringen und sie dort auf ein neugieriges Publikum treffen zu lassen“. Kuratorin der Ausstellung war Emmanuelle Halkin.
Teilnehmer und Themen der Ausstellung:
- Deutschland
  - Nathalie Mohadjer: Zwei Bier für Haiti
  - Pia Schweisser: Hüzün (türkisch: Traurigkeit)
- Frankreich
  - Marie Hudelot: Héritage (Erbe)
  - Emmanuel Lardinois: Vestiges industriels (Spuren der Industrie)
  - Hortense Soichet: Habiter une Zone Urbaine Sensible: portrait de la Goutte d’Or (Wohnen im sozialen Brennpunkt: Porträt des Pariser Stadtviertels Goutte d’Or)

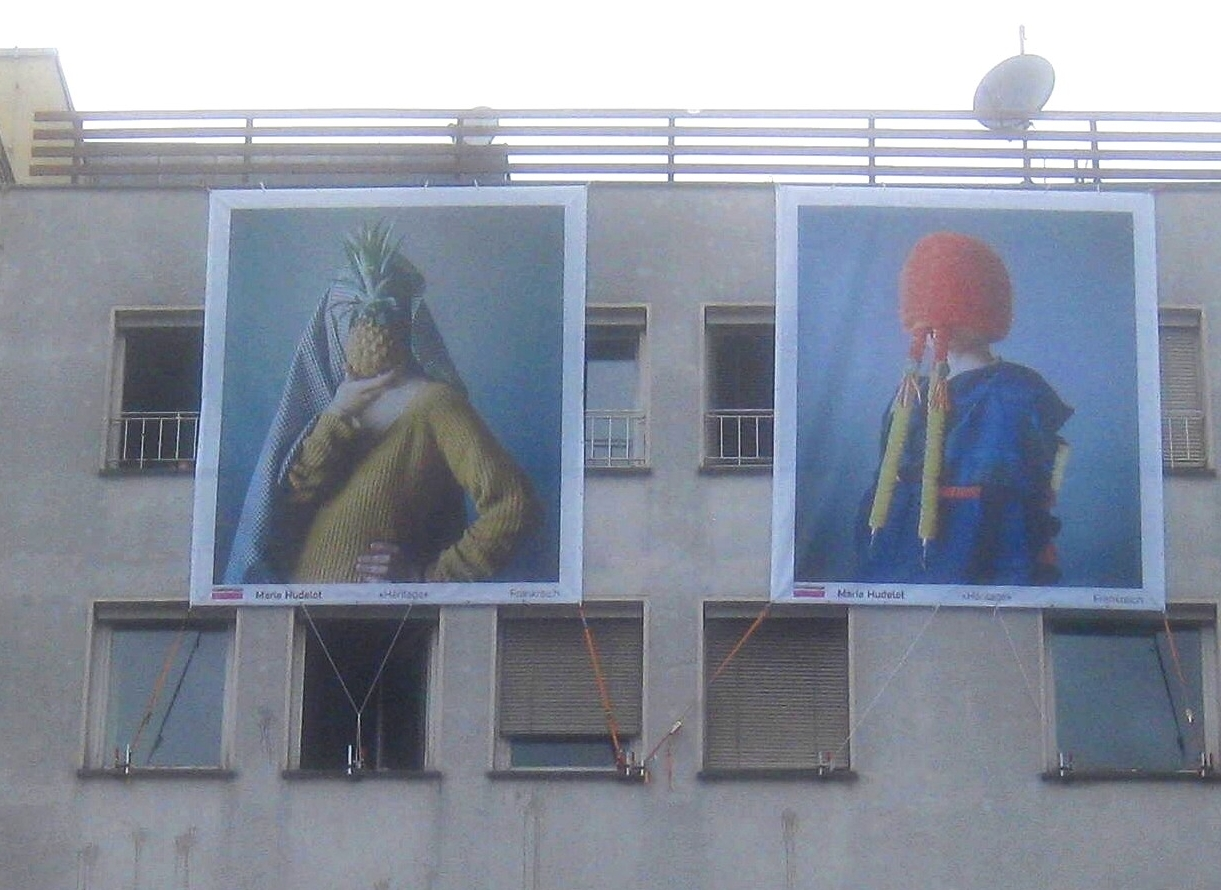
Marie Hudelot.
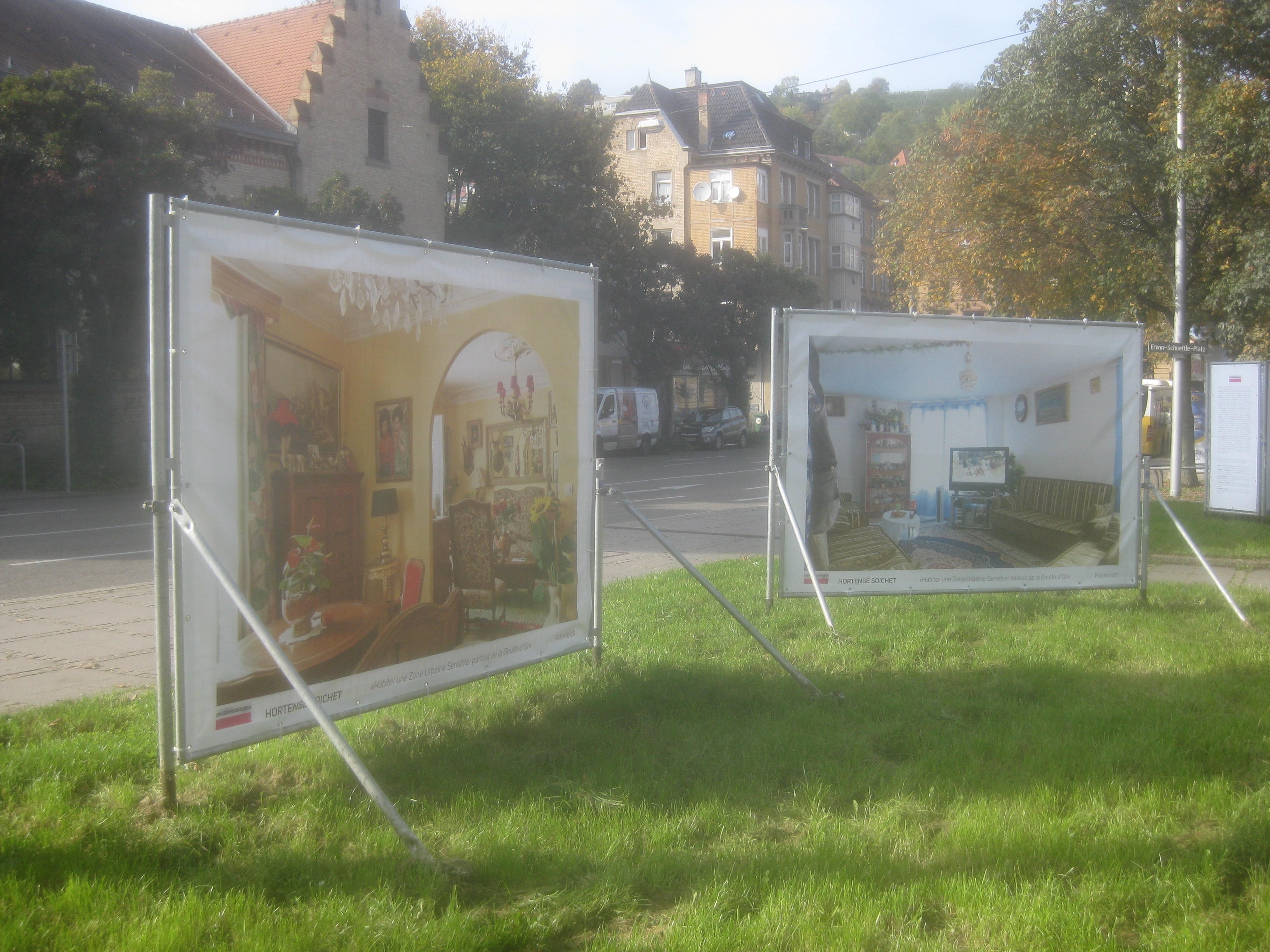
Hortense Soichet.
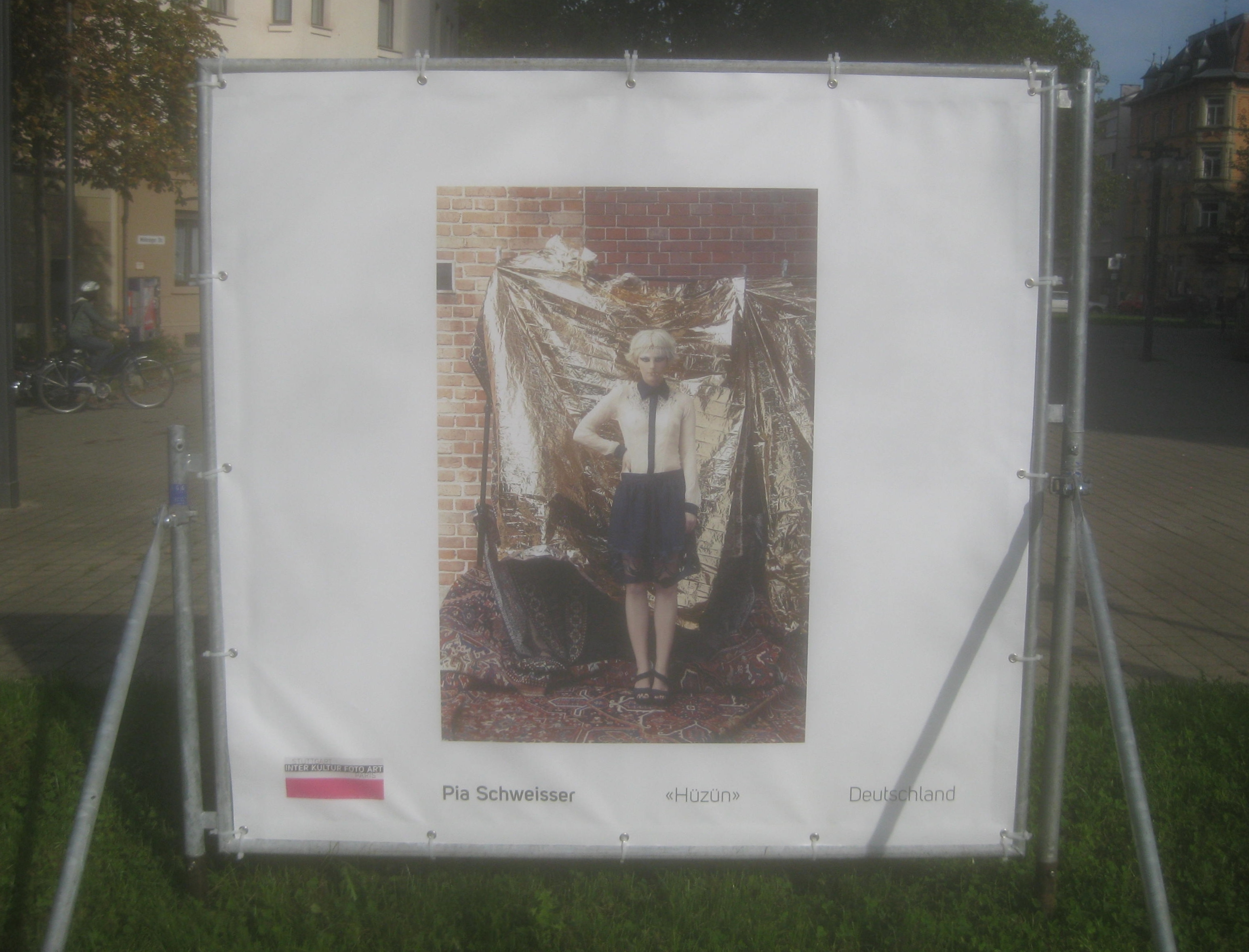
Pia Schweisser.
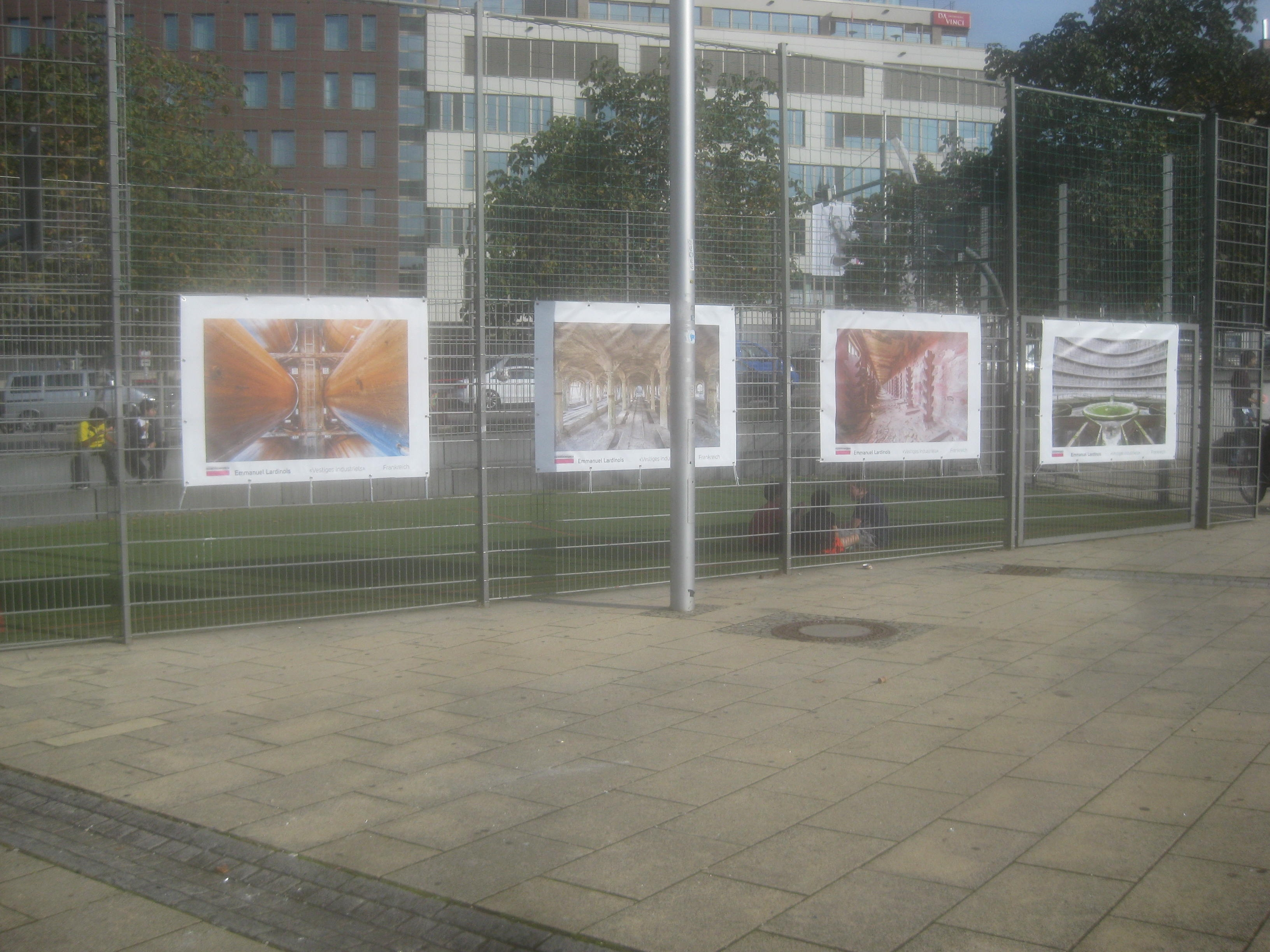
Emmanuel Lardinois.

### Allgemein
- Hans Böhm (Hrsg.), Ute Schmidt-Contag (Illustration): Brunnen in Stuttgart. Stuttgart 2004.
- Hans Dieter Bohnet; Hans Kammerer (Text): Bildhauer. Ausstellung in der Städtischen Galerie Böblingen, 2.5. – 20.6.1993. Böblingen 1993, Seite 55, 107.
- Sian Brehler: Die Neue Liederhalle Stuttgart. Daten und Fakten zur Baugeschichte. Karlsruhe 2006; doi:10.5445/IR/1000007333
- Judith Breuer, Gabriele Pfisterer; Horst Reichert: Der Marmorsaal im Weissenburgpark Stuttgart. Stuttgart 1985.
- Judith Breuer; Gertrud Clostermann: Die Bauten im Stuttgarter Weißenburgpark. Zur Restaurierung von Marmorsaal und Teehaus. In: Denkmalpflege in Baden-Württemberg 1994, S. 46–59.
- Judith Breuer: Ein kindgerechter Schulbau. Die Heusteigschule in Stuttgart. In: Denkmalpflege in Baden-Württemberg Band 30, 2001, Seite 150–152 (Reliefs, Puttenbrunnen); denkmalpflege-bw.de (PDF)
- Judith Breuer, Gertrud Clostermann: Der Marmorsaal im Weißenburgpark Stuttgart. Stuttgart 2010; foerderverein-alt-stuttgart.de (PDF; 5,9 MB)
- Brunnen und Staffeln in Stuttgart: Jungfrau mit den Tränenschalen. Stuttgart 2014; stuttgarter-brunnen.de
- Ulrich Gohl: Im öffentlichen Raum. Kunstwerke und Denkmäler im Stuttgarter Osten. Stuttgart 2010.
- Marlis Grüterich: Alfred Loercher. Skulptur, Relief, Zeichnungen; mit Werkverzeichnissen. Stuttgart 1976.
- Dieter Hannemann: Reinhold Georg Müller. Quetschung 1981/82. Das Entstehen einer Plastik. Die Entwicklungsgeschichte einer Plastik von den ersten Ideenskizzen bis zur Freiplastik. Zusammengestellt von Dieter Hannemann. [Stuttgart 1982].
- Ilse Maria Hofmeister, Werner Schneider: Springbrunnen, Brunnen und Brünnele im Raum Stuttgart. Aufgesucht und fotografiert von Ilse Maria Hofmeister und Werner Schneider. Mit einem Grusswort von Manfred Rommel und einem Geleitwort von Peer-Uli Faerber. Ludwigsburg [1987].
- Michael Kienzle; Bernd Langner; Herbert Medek; Kai Loges (Fotografie): Inszeniertes Glück. Die erneuerte Stuttgarter Altstadt 1909. Stuttgart 2009.
- Bärbel Küster (Hrsg.); Wolfram Janzer (Fotos): Skulpturen des 20. Jahrhunderts in Stuttgart. Heidelberg 2006.
- Karl-Heinz Lampmann: Kunst im öffentlichen Raum von 1977 bis 1997. Stuttgart 2012, kultur-im-dialog-stuttgart.de (PDF)
- Johannes Merz: Der evangelische Kirchenbau in Württemberg, Band 61, 1919, Seite 322–338, hier: 338, 357, 358 (Kruzifix von Max Natter).
- Wilhelm Michel: Professor Heinrich Henes – Stuttgart. Gartenarchitektur der Villa E. v. Sieglin. In: Deutsche Kunst und Dekoration, Band 34, 1914, S. 132–139, ub.uni-heidelberg.de
- Matter Of (Hrsg.): Kunst im öffentlichen Raum in Stuttgart. Stuttgart 2020; matterof.shop
- Inge Petzold (Text); Christel Danzer (Fotos): Wasser zu Nutz und Zier. Stuttgarter Brunnen und Wasserspiele. Motive, Gestaltung, Geschichte, Geschicke. Stuttgart 1989.
- Maria Christina Zopff (Text); Michael Latz (Fotografie): Kunstweg Killesberg: Geschichte und Geschichten. Stuttgart 2015,  stuttgart.de (PDF)
- Architektonische Rundschau, Band 21, 1905, Tafel 75 (Tor der Allgemeinen Rentenanstalt).

### Kataloge „Plastik im Freien“
- Künstler und Standorte noch zu besichtigender Werke aus den Jahren 1982–1993. In: #Plastik 1992.
- Dieter Hannemann (Hrsg.): Plastik im Freiraum. 7 Bildhauer stellen Plastiken in den Stadtbezirken auf. Band 1, Stuttgart 1982/83.
- Reinhold Georg Müller (Hrsg.): Plastik im Freien. 7 Bildhauer stellen Plastiken in den Stadtbezirken auf. Band 2, Stuttgart 1983/84.
- Reinhold Georg Müller (Hrsg.): Plastik im Freien. 8 Bildhauer stellen Plastiken in den Stadtbezirken auf. Band 3, Stuttgart 1984/85.
- Reinhold Georg Müller (Hrsg.): Plastik im Freien. 8 Bildhauer stellen Plastiken in den Stadtbezirken auf. Band 4, Stuttgart 1985/86.
- Reinhold Georg Müller (Hrsg.): Plastik im Freien. 8 Bildhauer stellen Plastiken in den Stadtbezirken auf. Band 5, Stuttgart 1986/87.
- Reinhold Georg Müller (Hrsg.): Plastik im Freien. 8 Bildhauer stellen Plastiken in den Stadtbezirken auf. Band 6, Stuttgart 1987/88.
- Reinhold Georg Müller (Hrsg.): Plastik im Freien. 5 Bildhauer stellen Plastiken in den Stadtbezirken auf. Band 7, Stuttgart 1988/89.
- Reinhold Georg Müller (Hrsg.): Plastik im Freien. 8 Bildhauer stellen Plastiken in den Stadtbezirken auf. Band 8, Stuttgart 1989/90.
- Reinhold Georg Müller (Hrsg.): Plastik im Freien. 5 Bildhauer stellen Plastiken in den Stadtbezirken auf. Band 9, Stuttgart 1990/91.
- Reinhold Georg Müller (Hrsg.): Plastik im Freien. 6 Bildhauer stellen Plastiken in den Stadtbezirken auf. Band 10, Stuttgart 1991/92.
- Reinhold Georg Müller (Hrsg.): Plastik im Freien. 7 Bildhauer stellen Plastiken in den Stadtbezirken auf. Band 11, Stuttgart 1992/93.